# Storia dell'universo di Warcraft
Il mondo nel quale è ambientato la serie fantasy di Warcraft si configura come un universo immaginario in continua evoluzione. Le trame, le caratteristiche dell'universo e quelle dei personaggi che vi vivono all'interno sono infatti continuamente completate, e spesso riscritte, non solo dalla Blizzard Entertainment ma anche da vari scrittori e fumettisti che hanno lavorato altri media diversi dai videogiochi della serie. Il canone quindi non è definito solamente dai videogiochi, ma anche da romanzi, fumetti e da tutto il resto del materiale autorizzato dalla Blizzard. Ciascuna fonte più recente, indipendentemente dalla sua tipologia, può invalidarne una precedente; ad esempio, la trama del videogioco Warcraft II: Tides of Darkness è stata riscritta in maniera differente nel romanzo da esso tratto, La discesa delle tenebre, a cui bisogna quindi fare riferimento in caso di differenze tra i due racconti. Alcune fonti ufficiali possono inoltre essere rese non canoniche anche direttamente dalla Blizzard, com'è avvenuto per i manuali del gioco di ruolo, i cui elementi storici non sono quindi da considerarsi validi.

## Cronologia
Riassunto in ordine temporale degli eventi principali della serie fantasy di Warcraft. Il punto centrale tenuto come riferimento per la conta degli anni è l'apertura del Portale Oscuro.
-147.000/-64.001
- I Titani giungono sul mondo primordiale di Azeroth e cominciano a modellarlo
  - Sconfitta degli Dei Antichi e loro imprigionamento nelle viscere della terra
  - I Titani lasciano il pianeta in custodia a dei guardiani designati

Data imprecisata fra il -64.001 e il -12.000
- Formazione dell'impero mogu sotto Lei Shen

-24.969
- Corruzione degli eredar e fuga dei draenei da Argus

-16.000
- Guerra fra i troll degli imperi Amani e Gurubashi e gli aqir

-15.000
- Nascita della razza umana

-14.000
- Divisione degli aqir in qiraji e nerubiani, creazione di Ahn'Qiraj ed Azjol-Nerub
- Nascita della razza kaldorea (elfi della notte)

-13.500
- L'impero dei kaldorei fiorisce; studio della magia arcana, ascesa degli Eletti

-12.000
- Caduta dell'impero mogu e formazione dell'impero pandaren

-10.000
- Guerra degli Antichi[3]
  - Tradimento di Alamorte e quasi totale sterminio dello stormo blu
  - Distruzione del Pozzo dell'Eternità[3]
  - Frattura dell'antico continente di Kalimdor, creazione del Maelstrom[3]
  - Nascita della razza dei naga
- Pandaria viene avvolta dalle nebbie e separata dal resto del mondo
- Creazione del secondo Pozzo dell'Eternità e dell'Albero del Mondo Nordrassil[3]
  - Imprigionamento di Illidan

-9.000
- Guerra dei Satiri
  - Nascita degli worgen

-7.300
- Esilio degli alti elfi

-6.800
- Fondazione di Quel'Thalas e creazione del Pozzo Solare[3]

-2.800
- Formazione dell'impero umano di Arathor[3]
- Guerre dei Troll[3]

-2.700
- Fondazione del Concilio di Tirisfal

-2.500
- Fondazione di Forgiardente

-1.200
- Frammentazione di Arathor in sette diversi regni

-1.000
- Guerra delle Sabbie Mutevoli
- Fondazione di Gnomeregan

-823
- Aegwynn sconfigge l'avatar di Sargeras a Nordania

-230
- Guerra dei Tre Martelli[3]

-8
- Inizio delle ostilità tra orchi e draenei

-5
- Corruzione degli orchi e Sterminio dei draenei da parte dell'Orda

0
- Apertura del Portale Oscuro[3]
- Inizio della Prima Guerra[3]
  - Uccisione di Medivh
  - Orgrim Martelfato diventa capo dell'Orda

5
- Fine della Prima Guerra[3]
  - Caduta di Roccavento ed esodo dei superstiti a Lordaeron[3]
- Nascita dell'Alleanza di Lordaeron[3]
  - Fondazione della Mano d'Argento
- Alleanza tra Orda e troll Amani

6
- Seconda Guerra[3]
  - Tradimento e morte di Gul'dan
  - Sconfitta dell'Orda e chiusura del Portale Oscuro[3]
- Internamento degli orchi[3]

8
- Spedizione dell'Alleanza a Draenor[3]
  - Distruzione di Draenor e sua trasformazione nelle Terre Esterne[3]
  - Creazione del Re dei Lich

10
- Alexstrasza è liberata da Grim Batol
- Inizio della Guerra del Ragno

18
- Fine della Guerra del Ragno e caduta di Azjol-Nerub
- Thrall libera gli orchi e ricostituisce l'Orda[3]
- Kel'Thuzad fonda il Culto dei Dannati

18/19 circa
- Formazione della Fratellanza di Defias

19
- Gilneas, Stromgarde e Quel'Thalas lasciano l'Alleanza

20
- Arthas Menethil viene corrotto dal Re dei Lich e porta il Flagello a Lordaeron
- Terza Guerra[3]
  - Il Flagello distrugge Lordaeron, Quel'Thalas e Dalaran[3]
    - Morte di Uther, dispersione della Mano d'Argento
    - Nascita degli elfi del sangue

  - Arugal evoca gli worgen
    - Inizio della guerra civile a Gilneas

  - Orda e superstiti di Lordaeron raggiungono Kalimdor[3]
- Gnomeregan viene conquistata dai trogg e dagli gnomi infetti

21
- Fondazione di Durotar e Theramore[3]
  - Tauren e troll Lanciascura si uniscono all'Orda[3]
  - Morte di Mannoroth e liberazione degli orchi dalla corruzione
- Fine della Terza Guerra: battaglia del Monte Hyjal[3]
  - Sconfitta della Legione e quasi distruzione di Nordrassil[3]
- Illidan richiama i naga in superficie
- Illidan diventa signore delle Terre Esterne

21/22 circa
- Formazione della Crociata Scarlatta e dell'Alba d'Argento
  - Morte e corruzione di Alexandros Mograine

22
- Scisma del Flagello e nascita dei Reietti sotto guidati da Sylvanas[3]
- Arthas Menethil si fonde con il Re dei Lich[3]
- Kul Tiras attacca Durotar; morte di Daelin Marefiero a Theramore

23
- Anveena Teague, avatar del Pozzo Solare, fa ritorno a Quel'Thalas

24/25
- Creazione di Teldrassil
- I Reietti si uniscono all'Orda e gli elfi della notte all'Alleanza
  - Cominciano le ostilità fra orchi ed elfi della notte nella Forra dei Cantaguerra e fra nani e Reietti nella Valle di Alterac

25
- Caduta della Fratellanza di Defias
- Rapimento e ritorno di re Varian Wrynn[3]
  - Uccisione di Onyxia
- Uccisione di Nefarian e distruzione dei suoi draghi cromatici[3]
- Razzia della città di Forgiascura
- Ragnaros viene bandito nelle Terre del Fuoco
- Attacco al Tempo di Atal'Hakkar e distruzione dell'Avatar di Hakkar
  - Hakkar viene bandito a Zul'Gurub
- Seconda Guerra delle Sabbie Mutevoli[3]
  - Sconfitta dei qiraji e morte di C'Thun
- Sconfitta di Kel'Thuzad a Naxxramas nelle Terre Infette[3]

26
- La Exodar si schianta sull'Isola di Brumazzurra[3]
  - I draenei si uniscono all'Alleanza[3]
- Gli elfi del sangue si uniscono all'Orda[3]
  - Nascita dei Cavalieri del Sangue
- Riapertura del Portale Oscuro[3]
- Morte di Dama Vashj e di Illidan, sconfitta di Kael'thas a Forte Tempesta
- Tyrygosa apparentemente cura la pazzia di Malygos
- Morte di Kael'thas e sconfitta di Kil'jaeden a Quel'Danas[3]
  - Velen riattiva il Pozzo Solare[3]
- Creazione dello Stormo del Crepuscolo
  - Distruzione dell'Anima dei Demoni
- Rifondazione del Concilio di Tirisfal
  - Morte di Aegwynn e sconfitta di Cho'gall

27
- Il Re dei Lich si risveglia[3]
  - Il Flagello attacca Roccavento e Orgrimmar; Orda e Alleanza salpano per Nordania[3]
- Distruzione dell'Enclave Scarlatta e Battaglia della Cappella della Luce
  - Fondazione dei Cavalieri della Spada d'Ebano e della Crociata Argentea e loro partenza per Nordania[3]
- Guerra del Nexus
  - Morte di Malygos
- Guerra contro il Re dei Lich
  - Caduta di Forte Utgarde e Azjol-Nerub
  - Battaglia di Angrathar
  - Battaglia per Sepulcra
    - Guerra aperta fra Orda e Alleanza

  - Zul'Drak soccombe al Flagello
  - Sconfitta del Re dei Lich[3]
    - Bolvar Domadraghi diviene il nuovo Re dei Lich
- Ulduar viene assediata
  - Morte di Yogg-Saron
- I troll Lanciascura riconquistano le Isole dell'Eco
- Gli gnomi riprendono la superficie di Gnomeregan
- Fine della guerra civile a Gilneas
- Guerra contro l'Incubo di Smeraldo
  - Purificazione di Teldrassil

28
- Una serie di terremoti e disastri naturali colpisce Azeroth
- Garrosh Malogrido diventa capo dell'Orda[3]
  - Baine Zoccolo Sanguinario diventa capo dei tauren; esilio dei tauren Totem Truce
- Re Magni Barbabronzea rimane pietrificato durante un rituale
  - Formazione del Concilio dei Tre Martelli, unione all'Alleanza di parte dei nani Ferroscuro, guidati da Moira Thaurissan
- La maledizione degli worgen si diffonde a Gilneas
- Alamorte provoca il Cataclisma[3]
  - Evacuazione di Kezan
    - I goblin del Cartello di Acqualorda si uniscono all'Orda[3]

  - Invasione di Gilneas da parte dei Reietti
    - Gli worgen si uniscono all'Alleanza[3]
- Rinascita e ricaduta della Fratellanza di Defias
- Il Martello del Crepuscolo e le forze di Ragnaros assediano Hyjal
  - Invasione delle Terre del Fuoco e morte di Ragnaros[3]
- I naga prendono il controllo di Vashj'ir
  - Rapimento di Neptulon
- Riscoperta di Uldum
  - Morte di Al'Akir[3]
- Morte di Cho'gall[3]
- Distruzione di Zandalar; gli Zandalari tentano di riformare l'impero originale dei troll
- Kalecgos diventa il nuovo Aspetto della Magia
- Distruzione di Alamorte[3]
  - Gli Aspetti Draconici perdono i loro poteri[3]
  - Inizio dell'Era dei Mortali[3]

30
- L'Orda distrugge Theramore[3]
  - Jaina Marefiero diventa capo del Kirin Tor[3]
- Alcuni pandaren dall'Isola Errante si uniscono all'Alleanza, altri all'Orda[3]
- Apertura delle nebbie che occultavano Pandaria[3]
  - Orda e Alleanza sbarcano a Pandaria, liberando lo sha con i loro conflitti[3]
- Gli Zandalari riallacciano i legami con i mogu
  - L'imperatore mogu Lei Shen viene riportato in vita[3]
- Aumentano vertiginosamente le tensioni fra i vari leader dell'Orda
  - Garrosh ordina l'omicidio di Vol'jin, che sopravvive[3]
- Jaina espelle l'Orda da Dalaran e riporta la città in mano all'Alleanza[3]
- Vol'jin dà inizio ad una ribellione nell'Orda[3]
- I ribelli dell'Orda e l'Alleanza assediano Orgrimmar
  - Sconfitta di Garrosh Malogrido; Vol'jin diventa capo dell'Orda
  - Fine delle ostilità fra Orda e Alleanza

31
- eventi di legion

## Prima parte: dalla missione dei Titani alla Lunga Veglia

### I Titani e la Legione Infuocata
Gli eventi dell'universo immaginario di Warcraft cominciano con la missione dei Titani, una razza dagli immensi poteri che nei millenni viaggia nella Grande Oscurità, di pianeta in pianeta, portando ordine ed armonia con l'intento finale di agevolare la nascita, la sopravvivenza e l'eventuale evoluzione di sempre nuove forme di vita.
Le azioni dei Titani venivano però osteggiate da creature provenienti da una dimensione parallela, la Distorsione Fatua, chiamate demoni, il cui unico scopo è sradicare l'ordine e la vita dall'universo. Per combatterli, i Titani elessero un campione, il fratello del loro capo Aman'Thul, Sargeras, dotato di ingenti poteri. Sargeras si dimostrò del tutto adatto a tale compito; tuttavia, dopo centinaia di migliaia di anni, il suo continuo contatto con le creature nemiche intaccò la sua mente, portandolo a stravolgere il suo codice morale e di attribuzione di senso al mondo; ormai del tutto folle, Sargeras si allontanò quindi dagli altri membri della sua razza e si presentò ai demoni autoproclamandosi loro signore e dio. Fondò con essi la Legione Infuocata, un esercito avente come scopo la distruzione o l'alterazione di tutto ciò che di costruttivo è stato fatto dagli altri Titani, oltre che la morte di tutti gli esseri viventi non intaccati dalla follia demoniaca.

### I Titani, Azeroth e gli Dei Antichi
Tempo dopo l'allontanamento di Sargeras, circa 147.000 anni prima della Prima Guerra, i Titani giunsero su un mondo che sarebbe poi stato chiamato Azeroth. Lì, trovarono che il pianeta era preda di potenti creature malvagie, gli Dei Antichi, e dei loro servitori elementali, e cominciarono a lottare contro di loro. Un Dio Antico, Y'Shaarj, venne ucciso, e la sua morte generò lo sha, incarnazione di tutte le emozioni negative. Capendo che gli Dei Antichi erano troppo legati ad Azeroth, e che distruggendoli avrebbero distrutto anch'esso, i Titani imprigionarono i restanti Dei Antichi nelle viscere della terra, bandirono gli elementali nei piani elementali, e predisposero una serie di potenti difese per assicurarsi che non potessero più creare problemi.
Fatto ciò, i Titani cominciarono a rimodellare Azeroth come avevano fatto anche con gli altri mondi, rendendolo più adatto alla vita e posizionando il Pozzo dell'Eternità, una grande fonte di magia, al centro del suo unico continente, Kalimdor. Crearono numerose razze perché li aiutassero nel loro lavoro, giganti, terrigeni, meccagnomi, vrykul, tol'vir e mogu: tutte esse furono, alcune già dal principio, affette dalla Maledizione della Carne, una mutazione indebolente generata dagli Dei Antichi. Finito il loro lavoro, prima di andarsene, scelsero alcuni membri della razza dei draghi per sorvegliare Azeroth, conferendo loro parte dei loro poteri e rendendoli da allora in poi noti come Aspetti Draconici.

### La caduta di Argus
Nota: gli eventi narrati in questa sezione sono descritti nel romanzo L'ascesa dell'Orda di Christie Golden.
All'incirca 25.000 anni prima della Prima Guerra, l'esercito di Sargeras giunse su un mondo pieno di vita, Argus, dimora della razza degli eredar, una razza dotata di elevate capacità magiche e di grande intelligenza. Sargeras decise di assumerla tra i suoi ranghi, piuttosto che distruggerla, e di fare dei suoi tre capi, di nome Velen, Kil'jaeden e Archimonde, i suoi diretti luogotenenti; si presentò quindi a questi ultimi promettendo loro in cambio della loro fedeltà immensi poteri, e assicurando al loro popolo un benessere quale non l'avevano mai visto. Mentre Kil'jaeden e Archimonde cedettero subito alle lusinghe di Sargeras, Velen ebbe una visione della follia e della malvagità che il suo popolo avrebbe sperimentato se si fosse alleato con Sargeras. Venne contattato da un naaru, di nome K'ure, che gli offrì di salvare lui e i suoi seguaci. Con l'aiuto di K'ure, Velen e un terzo degli eredar fuggirono quindi da Argus appena in tempo, rinominandosi da lì in poi draenei, ("esiliati"), e cominciando una fuga senza fine dai loro ex fratelli malvagi.

### I mogu e l'ascesa di Lei Shen
Colpiti dalla Maledizione della Carne, e privati della guida della sentinella titanica incaricata Ra-Den, sprofondata nel silenzio per ignoti motivi, i mogu, una delle creazioni dei Titani, caddero nel caos, impegnandosi in lotte fratricide. Lei Shen, figlio di un signore della guerra mogu, raggiunse la dimora di Ra-Den e acquisì i suoi poteri, cominciando a farsi chiamare "Re del Tuono". Sconfitti tutti i suoi avversari, Lei Shen riunì i Mogu sotto la propria guida, schiavizzando numerose razze, tra cui i Pandaren, e fondando un prosperoso impero.

### Gli Imperi Gemelli dei Troll e l'ascesa degli Aqir
Tempo dopo la partenza dei Titani di Azeroth, circa 16.000 anni prima della Prima Guerra, sorsero a Kalimdor due grandi imperi della razza troll, l'impero Gurubashi e l'impero Amani, chiamati "imperi gemelli". Il loro potere era incontrastato, fino a quando non sorse l'impero di Azj'Aqir della razza insettoide aqir, creata dal Dio Antico C'Thun. Sebbene avessero poca simpatia reciproca, gli imperi dei troll si unirono per fronteggiare questo nemico comune, in una guerra che durò migliaia di anni. Alla fine, i troll riuscirono a dividere le forze degli aqir e a spaccare in due il loro impero, che si divise in quello di Azjol-Nerub (i cui abitanti divennero i nerubiani) e Ahn'Qiraj (i cui abitanti divennero i qiraji). Il conflitto costò però molto caro ai troll, che non riuscirono più a ritornare allo splendore di un tempo: il vuoto di potere lasciato da essi sarebbe stato, più avanti, riempito da un'altra civiltà: quella degli elfi della notte, una razza discendente proprio da quella dei troll.

### I Vrykul e gli Umani
Circa 15.000 anni prima della Prima Guerra, i Vrykul, un'altra creazione dei Titani, cominciarono ad essere affetti dalla Maledizione della Carne, e cominciarono a partorire dei figli "piccoli, deboli e brutti", abbandonando poi gli scopi dati loro dai Titani. Il re dei Vrykul Ymiron ordinò che tutti i bambini deboli fossero messi a morte, ma alcuni genitori li nascosero lontano dalle loro terre, nell'odierna Lordaeron. Da questi bambini si sarebbe poi evoluta la razza umana, la cui civiltà cominciò a nascere propriamente circa nello stesso periodo di quella degli elfi della notte. Successivamente, i vrykul entrarono in stasi, da cui si sarebbero svegliati solo millenni dopo, con l'arrivo del Re dei Lich.

### La rivoluzione dei monaci pandaren
Circa 12.000 anni prima della Prima Guerra, durante il regno dell'imperatore Lao-Fe dei mogu, i pandaren erano da questi schiavizzati spietatamente. Un pandaren, Kang, aveva compreso che l'impero dei mogu si reggeva unicamente sui suoi schiavi, e decise che era giunta l'ora di cambiare la situazione: poiché non era loro permesso di tenere armi, cominciò ad addestrare gli altri pandaren al combattimento a mani nude, avviando la longeva tradizione monacale pandaren. Supportati da altre razze, come grumyan, jinyu e hozen, i pandaren riuscirono a sconfiggere i loro padroni e a fondare un loro impero sopra a quello dei mogu. Dopo la sconfitta dei mogu i troll Zandalari, loro alleati, attaccarono i pandaren, ma l'offensiva venne respinta.

### Gli Elfi della Notte e Azshara
Nota: gli eventi narrati in questa sezione sono descritti nella Trilogia della Guerra degli Antichi di Richard A. Knaak.
14.000 anni prima della Prima Guerra ascese al potere su Kalimdor la razza dei Kaldorei, altresì denominati elfi della notte, che cominciò ad erigere il proprio impero attorno al Pozzo dell'Eternità. Tra gli elfi della notte sorse un gruppo di élite, chiamati quel'dorei (o Eletti, Highborne), che si occupava dello studio della magia, leali alla regina Azshara. Azshara e gli Eletti, col loro uso smodato della magia, attirarono ben presto l'attenzione di Sargeras, che 10.000 anni prima della Prima Guerra si presentò loro come un dio benevolo ansioso di donare potere e prosperità, esattamente come aveva fatto millenni prima con gli eredar.
Convinti da Sargeras, Azshara e gli Eletti cominciarono così ad aprire un portale nel Pozzo dell'Eternità, per permettere a Sargeras e ai suoi servi di giungere ad Azeroth.

### Le nebbie di Pandaria
Mentre Azshara era regina degli elfi della notte, i pandaren erano governati dall'imperatore Shaohao. Tramite un oracolo, questi venne a sapere di un devastante conflitto che sarebbe iniziato di lì a poco, e cercò un modo per proteggere la sua gente. Yu'lon gli consigliò di liberarsi di tutte le sue emozioni negative, e Shaohao imprigionò così lo sha nelle viscere della terra. Shaohao raggiunse così l'illuminazione, e al termine della Guerra degli Antichi salì alla Terrazza dell'Eterna Primavera: da lì, "svanì dall'esistenza" diventando tutt'uno con la terra: Pandaria si separò dal resto del continente di Kalimdor, andando alla deriva nel Grande Mare circondata da una nebbia protettiva.

### La Guerra degli Antichi: Il primo attacco della Legione su Azeroth
Nota: gli eventi narrati in questa sezione sono descritti nella Trilogia della Guerra degli Antichi di Richard A. Knaak.
Non appena il portale per far passare Sargeras divenne stabile abbastanza da far passare i suoi primi servitori demoni, essi si riversarono fuori dal palazzo di Azshara, cominciando una strage di civili che segnò l'inizio della cosiddetta Guerra degli Antichi. In tale periodo vennero anche a trovarsi il mago umano Rhonin, il drago in forma umana Krasus e l'orco Broxigar: essi erano stati inviati indietro nel tempo da Nozdormu, a causa di un tentativo degli Dei Antichi di riscrivere la storia della Guerra degli Antichi effettuato oltre diecimila anni dopo di essa.
In reazione alla dilagante invasione demoniaca, gli elfi della notte formarono una resistenza guidata da uno dei loro nobili più potenti, Kur'talos Crinocorvo. Rhonin, Krasus e Broxigar, assieme ai gemelli elfi della notte Illidan e Malfurion Grantempesta e alla sacerdotessa Tyrande Soffiabrezza, si unirono ad essa riuscendo anche ad ottenere l'aiuto degli Antichi Guardiani, fra cui Cenarius. Dopo la morte sia di Crinocorvo che del suo successore Desdel Stareye in battaglia, la guida delle truppe passò in mano a Jarod Cantombroso, che riuscì ad ottenere il pieno supporto anche dei popoli dei tauren, dei terrigeni e dei mezzorsi.
La situazione divenne però così difficile da convincere ad intervenire anche i draghi: uno degli Aspetti Draconici, Neltharion, corrotto dagli Dei Antichi all'insaputa degli altri, convinse gli altri Aspetti a donargli parte del loro potere per creare una potente arma magica, l'Anima dei Draghi. Neltharion la usò poi per distruggere egualmente demoni, elfi e draghi (quasi sterminando lo stormo blu), rivelando la propria follia e assumendo il nome di Alamorte. Anche Illidan tradì la resistenza elfica, e Tyrande venne rapita dal consigliere di Azshara, Lord Xavius, per poi essere salvata da un gruppo di Eletti dissidenti guidati da Dath'Remar Solealto.
Infine, la resistenza elfica riuscì a respingere le orde della Legione fin quasi alla capitale, dove il portale destinato al passaggio di Sargeras era in procinto di ultimarsi. Utilizzando l'Anima dei Draghi, sottratta ad Alamorte, Malfurion riuscì a chiudere il portale, che risucchiò dentro di sé tutti i demoni, mentre Broxigar si sacrificava per vanificare l'ultimo sforzo di Sargeras di entrare ad Azeroth. Privo di equilibrio, il portale implose, provocando un cataclisma di proporzioni colossali, detto "la Frattura", che colpì tutta Azeroth, dividendo il continente di Kalimdor in altri tre distinti (Kalimdor, Nordania e quello dei futuri Regni Orientali) e in un gran numero di isole. Azshara venne scaraventata nelle profondità abissali assieme al suo palazzo e agli Eletti rimasti con lei, ma subito prima di annegare venne contattata dagli Dei Antichi, che in cambio della sua lealtà le promisero la sopravvivenza: Azshara accettò, ed essi mutarono così lei i suoi seguaci nei naga. Sotto le acque vorticanti del Maelstrom, i naga ricominciarono a costruire un impero, fondando la città di Nazjatar.

### La creazione di Nordrassil e la Guerra dei Satiri
Nota: gli eventi narrati in questa sezione sono descritti in parte nel romanzo L'abisso di Richard A. Knaak, e in parte nel fumetto Maledizione del Worgen di Micky Neilson, James Waugh, Ludo Lullabi e Tony Washington.
Guidata da Malfurion e Tyrande, la popolazione degli elfi sopravvissuta alla Guerra degli Antichi giunse sul Monte Hyjal. Sulla cima del Monte, Illidan creò un secondo Pozzo dell'Eternità per rimpiazzare il primo (versando in un lago preesistente delle fialette d'acqua del Pozzo originale, che aveva tenuto nascoste), distrutto nella Frattura; scoperto dagli altri elfi della notte, venne condannato ad essere imprigionato per sempre sotto la sorveglianza di Maiev Cantombroso e delle sue Guardiane. Per coprire l'esistenza del Secondo Pozzo, non potendolo distruggere per non creare una seconda Frattura, gli Aspetti Draconici Alexstrasza, Ysera e Nozdormu crearono un gigantesco Albero del Mondo chiamato Nordrassil, che conferiva agli elfi della notte immortalità, salute e accesso al Sogno di Smeraldo. Dopodiché, Nozdormu rimandò Rhonin e Krasus nel tempo da dove erano arrivati.
Sotto la guida di Malfurion e Tyrande gli elfi della notte cominciarono così a ricostruire la loro società. Malfurion e Cenarius cominciarono ad istruire gli elfi nel druidismo, proibendo al contempo qualsiasi forma di magia arcana pena la morte.
Non troppo tempo dopo, le forze residue della Legione rimaste ad Azeroth vennero riunite dai satiri, e attaccarono la rinata società elfica durante la Guerra dei Satiri. Una setta di druidi degli elfi della notte, quelli del Branco, cominciarono in questo periodo a soccombere alla loro forma animale, quella feroce e selvaggia del lupo. Venne forgiato un artefatto, la Falce di Elune, che avrebbe dovuto aiutarli a mantenere il controllo sulla forma da lupo. Tuttavia, la Falce ebbe l'effetto contrario a quello voluto, trasformando i druidi del branco in worgen. Per evitare lo spargersi della maledizione, Malfurion fu costretto a sigillarli nel Sogno di Smeraldo.

### L'esilio degli Eletti e la Lunga Veglia
Secoli dopo, 7.300 anni prima della Prima Guerra gli Eletti rimasti, guidati da Dath'Remar Solealto, affetti da una tenace sofferenza dovuta alla loro dipendenza dalla magia, decisero di ribellarsi alla legge imposta da Malfurion che vietava l'uso della magia arcana. Per dimostrarne la potenza, scatenarono una tempesta magica sulla foresta di Valtetra, causando l'ira degli altri elfi. Non avendo il coraggio di mettere a morte così tanti dei loro simili, gli elfi della notte decisero di esiliarli.
Dopo la partenza degli Eletti, Malfurion e gli altri druidi si separarono dalle loro famiglie per addormentarsi nel Sogno di Smeraldo, allo scopo di rispettare un patto fatto con Ysera in cambio dell'accesso al Sogno di Smeraldo consentito con la creazione di Nordrassil. Tyrande, rimasta sola al governo degli elfi della notte, costituì il corpo militare delle Sentinelle; il periodo che va da qui alla Terza Guerra sarà ricordato dagli elfi come "la Lunga Veglia" (the Long Vigil).

## Seconda parte: dalla fondazione di Quel'Thalas alla nascita dell'Orda

### La fondazione di Quel'Thalas
Circa 6.800 anni prima della Prima Guerra, gli Eletti che erano stati esiliati da Kalimdor sbarcarono sulle coste del continente di Lordaeron, nella regione delle Radure di Tirisfal, dove decisero di stabilirsi, sempre sotto la guida di Dath'Remar.
Dopo qualche tempo però molti di essi cominciarono ad impazzire, forse a causa di qualcosa di malvagio celato nel sottosuolo, e furono quindi costretti a levare il campo e a dirigersi verso nord; durante il tragitto si trovarono a dover lottare sempre più frequentemente con i selvaggi troll della tribù Amani. Infine, giunsero in un territorio verde e lussureggiante, dove la magia era particolarmente forte, e si stabilirono lì. Così lontani dalle energie del Secondo Pozzo dell'Eternità, gli Eletti cambiarono fisicamente fino a diventare una razza separata e differente dagli elfi della notte; molti morirono a causa del freddo e della fame, e si accorsero anche di non essere più né immortali né immuni ai cambiamenti climatici (per aver perduto il loro contatto con l'Albero del Mondo Nordrassil).
Rinominatisi alti elfi, cominciarono tuttavia a costruire una civiltà, fondando il regno di Quel'Thalas con capitale Lunargenta. Tuttavia, edificarono proprio sopra un terreno sacro dei troll, che cominciarono subito ad attaccarli. Nonostante fossero inferiori di numero per un rapporto di dieci a uno, gli alti elfi riuscirono a respingere i troll grazie alla magia. Memori degli avvertimenti degli elfi della notte, gli elfi alti decisero di schermare il loro territorio così che eventuali demoni non si accorgessero del loro ampio uso della magia: posero così delle pietre runiche lungo i loro confini che non solo occultavano l'uso della magia da parte degli elfi, ma spaventavano anche i superstiziosi troll.
Utilizzando una delle ampolle che Illidan aveva riempito con l'acqua del primo Pozzo dell'Eternità, che Dath'Remar era riuscito ad ottenere, gli elfi alti crearono una nuova fonte per i loro poteri magici, che battezzarono Pozzo Solare.

### L'impero di Arathor e le Guerre dei Troll
2.800 anni prima della Prima Guerra la tribù umana degli Arathi si avvide del pericolo che i troll Amani stavano diventando, e decise di unificare le altre tribù sotto un'unica bandiera. Nel giro di sei anni gli Arathi lottarono e sconfissero molte altre tribù umane, trattandole però con rispetto e offrendo loro pace ed uguaglianza. In tal modo, gli Arathi si garantirono la loro lealtà. Dopo alcuni anni di espansione gli Arathi decisero di costruire la città-stato fortificata di Strom, capitale della nazione di Arathor, nelle regioni sudorientali di Lordaeron che divennero poi note come Altopiani d'Arathi e attirando così le altre tribù umane indipendenti in cerca di protezione.
Nello stesso periodo della fondazione di Strom i troll, riorganizzatisi, sferrarono un nuovo attacco contro Quel'Thalas. Gli elfi alti, trovandosi in difficoltà, mandarono quindi degli ambasciatori a re Thoradin in cerca di aiuto. Gli umani accettarono di aiutarli ottenendo in cambio l'insegnamento delle arti magiche. Umani ed alti elfi, uniti, sbaragliarono i troll a tal punto che questi non si sarebbero mai più ripresi dalla sconfitta. Concluso il conflitto, che venne chiamato Guerre dei Troll, gli alti elfi, grati dell'aiuto ricevuto, giurarono quindi lealtà e amicizia ad Arathor e ai discendenti di Thoradin.
Finita la guerra con i troll, i maghi umani addestrati dagli elfi lasciarono Strom e si stabilirono nelle Alture di Colletorto, sulla costa meridionale del Lago Lordamere, fondando la città di Dalaran.

### Il Concilio di Tirisfal
Nota: gli eventi narrati in questa sezione sono in parte descritti in una delle storie della serie a fumetti Legends.
L'utilizzo sconsiderato della magia da parte di alcuni dei maghi di Dalaran causò però la ricomparsa degli agenti della Legione Infuocata. I magocrati di Dalaran, trovandosi in difficoltà nel combattere i demoni che molto spesso li superavano in potere e abilità, chiesero aiuto agli alti elfi. Questi ultimi scoprirono che i demoni in circolazione, pur essendo pochi, costituivano comunque una grande minaccia e sarebbero stati presenti fintanto che gli umani avessero praticato la magia. I magocrati umani proposero di conferire ad un singolo individuo tutto la magia collettiva dei magocrati elfi e umani e dargli come unico scopo la lotta contro i demoni; l'esistenza di questo individuo sarebbe rimasta segreta alla popolazione, così come la lotta contro i demoni, onde evitare il panico di massa fra la gente. Quando un Campione avesse terminato il suo mandato, un apposito concilio ne avrebbe designato il successore, il cui potere si sarebbe collegato a quello del precedente Campione. I campioni sarebbero così diventati di mandato in mandato sempre più potenti. Venne così fondato l'ordine segreto del Concilio di Tirisfal, 1.000 anni dopo le Guerre dei Troll, dal nome delle Radure di Tirisfal, dove il Concilio teneva le sue sedute segrete.

### Il risveglio dei nani
In seguito alla Guerra degli Antichi i terrigeni, una delle razze create dai Titani, entrarono in letargo nelle città di Uldaman, Uldum e Ulduar. I terrigeni di Uldaman, la città situata nelle Maleterre dei Regni Orientali, si risvegliarono dal loro sonno 2.500 anni prima della Prima Guerra, cioè dopo quasi 8.000 anni che si erano addormentati.
Tali terrigeni si accorsero di aver subito la Maledizione della Carne degli Dei Antichi - sebbene non sapessero di cosa si trattava - e di aver perso buona parte dei poteri conferitigli dai Titani. Preso il nome di "nani", essi migrarono verso la regione nevosa di Dun Morogh dove, all'interno di una catena montuosa, fondarono la città di Forgiardente. Diedero inoltre alla grande regione situata a sud di Lordaeron il nome di Khaz Modan, cioè "Montagne di Khaz", dal nome del Titano Khaz'goroth.
1.500 anni dopo, i nani ebbero i primi contatti con la razza degli gnomi, ai quali permisero di costruire la loro capitale, Gnomeregan, a Dun Morogh.

### I Sette Regni
Anche se, dopo la morte di re Thoradin, Strom continuava a fungere da punto centrale per Lordaeron, molte altre città-stato sorsero dopo Dalaran, fra cui Gilneas, Kul Tiras e Alterac, tutte sotto il controllo di Strom. Nello stesso periodo gli umani vennero a contatto con le civiltà dei nani e degli gnomi, forgiando con loro un duraturo legame di amicizia.
Nonostante il regno di Arathor prosperasse economicamente, i suoi elementi cominciavano però a disgregarsi: molti nobili di Strom si allontanarono dalla città, fondando la città di Lordaeron sulle sponde settentrionali del Lago Lordamere, mentre altri viaggiarono molto a sud, arrivando a fondare Roccavento nella fertile Foresta di Elwynn.
Arathor finì così per sgretolarsi in sette diversi regni 1.200 anni prima della Prima Guerra. Strom divenne a sua volta una città indipendente, cambiando nome in Stromgarde. Seppur potenti e un tempo parte della stessa nazione, i sette regni si estraniarono velocemente gli uni dagli altri, cancellando così infine il sogno di Thoradin di un'umanità unita.

### La Guerra delle Sabbie Mutevoli
Nota: gli eventi narrati in questa sezione sono descritti nella storia breve The War of the Shifting Sands di Micky Neilson.
A Kalimdor, circa 9.000 anni dopo la Frattura, dopo migliaia di anni di preparativi, i qiraji al servizio di C'Thun ammassarono le proprie truppe per conquistare Kalimdor. Gli elfi della notte si prepararono quindi a respingerli: Fandral Elmocervo, all'epoca luogotenente di Malfurion e istruttore dei nuovi druidi, assieme a suo figlio Valstann prese il comando delle truppe e si mosse verso Silitus. Lì affrontò i qiraji, riuscendo inizialmente a tener loro testa e dando inizio al conflitto noto come Guerra delle Sabbie Mutevoli (War of the Shifting Sands).
I due imperatori qiraji, Vek'lor e Vek'nilash, si accorsero di come Valstann fosse devoto al padre e di come Fandral fosse legato a lui. Così catturarono Valstann, il quale era accorso a difesa del villaggio di Vento del Sud, e lo consegnarono a Rajaxx, generale delle truppe qiraji, il quale lo portò di fronte a Fandral ed alle linee elfiche. Gli elfi assistettero impotenti all'esecuzione di Valstann, tagliato in due dagli artigli di Rajaxx. Fandral rimase quindi sconvolto e gli elfi della notte vennero duramente sconfitti.
I qiraji dilagarono quindi a Silitus e rifluirono nel Cratere di Un'Goro; tuttavia, qualcosa in quella regione impedì loro di prenderne il controllo, forse un tipo di protezione previsto dai Titani. Disperato, Fandral chiese aiuto ai draghi bronzei della vicina Tanaris, i quali però rifiutarono di aiutare gli elfi della notte. Solo quando i qiraji arrivarono fino alle Caverne del Tempo, i draghi cambiarono idea e si unirono alla guerra, chiamando a raccolta anche membri di altri stormi. Assieme ai draghi, gli elfi combatterono i qiraji fino a ricacciarli dentro la loro cittadella, decidendo poi di sigillarla ermeticamente con la magia. Lo Scettro delle Sabbie Mutevoli, creato per riaprire la città, venne consegnato a Fandral il quale lo distrusse, furioso con i draghi per la morte di suo figlio.

### La Guerra dei Tre Martelli
Da dopo il loro risveglio, i nani vissero pacificamente nella città di Forgiardente per 2.270 anni; dopodiché, anche se riuniti sotto il comando di re Modimus Forgiamara, i nani si suddivisero in tre maggiori fazioni. I Barbabronzea, guidati dal "thane" Madoran Barbabronzea, i più vicini a re Forgiamara e i più stoici difensori di Forgiardente; i Granmartello, guidati dal thane Khardros Granmartello, che abitavano perlopiù all'esterno della città ma cercavano di acquistare più potere al suo interno; e i Ferroscuro, capeggiati dal thane-stregone Thaurissan, che abitavano le parti più profonde della montagna e complottavano contro entrambe le altre fazioni.
Alla morte di re Forgiamara, scoppiò la guerra civile per il controllo della città che durò anni, e che terminò con la vittoria dei Barbabronzea e con l'esilio dei loro cugini da Forgiardente. I Granmartello ricostruirono il loro impero fra le Paludi Grigie e le Alture del Crepuscolo, costruendo la fortezza di Grim Batol, mentre i Ferroscuro, giurando vendetta, si spostarono a sud, nelle Montagne di Crestarossa, fondando la città di Thaurissan.
Qualche anno dopo i Ferroscuro lanciarono un attacco combinato sia ai Granmartello che ai Barbabronzea, nel tentativo di imporsi definitivamente come clan supremo in tutta Khaz Modan. La strega Modgud, moglie di Thaurissan, guidò parte delle forze a Grim Batol, mentre Thaurissan stesso guidò le restanti a Forgiardente. Modgud riuscì a mettere sotto assedio Grim Batol utilizzando magie oscure finché Khardros Granmartello non la uccise, mettendo in fuga i Ferroscuro. Contemporaneamente i Barbabronzea sconfissero Thaurissan mandando nel contempo un'armata in aiuto dei Granmartello, distruggendo il resto dell'esercito in rotta di Modgud.
Thaurissan si rifugiò nella sua città, braccato da entrambi gli altri clan, e decise di evocare una creatura che lo aiutasse a sconfiggerli. Senza volerlo, però, liberò Ragnaros, il Signore Elementale del fuoco, imprigionato tempo prima dai Titani. La liberazione di Ragnaros creò un'esplosione devastante, che fece sorgere il vulcano del Massiccio Roccianera e trasformò la parte circostante delle Montagne Crestarossa nelle odierne regioni della Gorgia Rovente e delle Steppe Ardenti. Thaurissan e molti altri Ferroscuro furono uccisi dall'esplosione, e i sopravvissuti furono schiavizzati da Ragnaros.
Vista da lontano la devastazione che si era propagata dalle Montagne Crestarossa, i Barbabronzea e i Granmartello ritornarono alle loro case. Grim Batol, tuttavia, era stata irrimediabilmente contaminata dalle magie oscure di Modgud. Rifiutando l'offerta dei Barbabronzea di vivere attorno a Forgiardente, i Granmartello si spostarono a nord, nelle Entroterre, fondando una nuova casa sul Picco dell'Aquila, dove stabilirono un forte legame con i grifoni nativi della zona. Per mantenere i contatti con loro, i Barbabronzea costruirono il Viadotto di Thandol fra le Paludi Grigie e gli Altopiani d'Arathi; tuttavia, a causa delle differenze ideologiche, i due clan presero ben presto vie separate. Il conflitto passato venne ricordato come Guerra dei Tre Martelli (War of the Three Hammers).

### Aegwynn, Medivh e Sargeras
Nota: gli eventi narrati in questa sezione sono descritti nel romanzo L'ultimo Guardiano di Jeff Grubb.
823 anni prima della Prima Guerra tra gli orchi e gli umani una dei Custodi più dotati del Concilio di Tirisfal, l'umana Aegwynn, scoprì che un gran numero di demoni era comparso a Nordania e aveva iniziato a dare la caccia ai draghi; aiutata dai draghi, Aegwynn sconfisse i demoni, solo per poi ritrovarsi faccia a faccia con un avatar di Sargeras.
Contro ogni previsione, Aegwynn sconfisse l'avatar di Sargeras, e lo seppellì nel Tempio di Elune dell'antica città kaldorei di Suramar, facendolo poi inabissare nelle acque del Grande Mare. A sua insaputa, però, lo spirito del Titano Oscuro si nascose nel suo corpo, esattamente come aveva pianificato.
778 anni dopo, cioè 45 prima degli eventi di Orcs & Humans (la Prima Guerra), Aegwynn decise che non sarebbe stato il privilegio a scegliere il suo successore. Sedusse così il mago umano Nielas Aran, concependo con lui un figlio a cui avrebbe dato il nome di Medivh e a cui trasferì tutto il suo potere di Guardiana, rendendolo di diritto il Guardiano successivo; lo spirito di Sargeras passò a sua volta al bambino. Al raggiungimento dei 14 anni, il potere dei guardiani si manifestò pienamente e Medivh cadde in coma; in quel momento, Sargeras cominciò ad impossessarsi del suo corpo.

### La nascita dell'Orda degli orchi
Nota: gli eventi narrati in questa sezione sono descritti nel romanzo L'ascesa dell'Orda di Christie Golden e nella storia breve Unbroken di Micky Neilson.
Tempo dopo la nascita di Medivh, Kil'jaeden, nella sua infinita ricerca dei draenei (si veda la sezione "La caduta di Argus"), li trovò infine sul pianeta di Draenor. Draenor era abitato anche da altre razze, fra cui gli orchi, che decise di reclutare fra le file della Legione: si presentò dunque ad un potente e influente sciamano di questa razza, Ner'zhul, camuffato dallo spirito di sua moglie Rulkan, e in tal modo manipolò lo sciamano facendo sì che egli facesse muovere al suo popolo guerra ai draenei. Più tardi smise di impersonare Rulkan e si presentò come sé stesso, salvatore del popolo orchesco dal pericolo dei draenei.
Ner'zhul però cominciò a nutrire dei dubbi sulle vere intenzioni di Kil'jaeden e recatosi al sacro monte degli orchi, Oshu'gun, scoprì di essere stato ingannato. Gul'dan, apprendista di Ner'zhul, avvertì Kil'jaeden di questo; Kil'jaeden allora rimpiazzò Ner'zhul con Gul'dan stesso, e ordinò a quest'ultimo di insegnare agli sciamani orchi le magie demoniache, di riunire tutti i clan degli orchi nella cosiddetta "Orda" e di fondare un Concilio dell'Ombra che avrebbe controllato l'Orda da dietro le quinte. Come capo fantoccio dell'Orda venne posto Manonera, marionetta del Concilio. Avendo ormai gli orchi in pugno, Kil'jaeden decise quindi di scagliarli definitivamente contro i draenei, e fece bere agli orchi il sangue dell'annihilan Mannoroth, trasformandoli così in creature assetate di sangue, veri e propri demoni, che sterminarono senza remore gran parte della razza draenei. Dei draenei sopravvissuti, molti vennero mutati dalle energie demoniache usate dagli orchi, trasformandosi in Corrotti e Perduti.

## Terza parte: dall'inizio di WarCraft fino alla fine di WarCraft IIe seguito

### WarCraft: Orcs & Humans
Nota: gli eventi narrati in questa sezione sono descritti nel videogioco Warcraft: Orcs & Humans.

#### La Prima Guerra
Nota: gli eventi narrati in questa sezione sono descritti nel romanzo L'ultimo Guardiano di Jeff Grubb e nel videogioco Warcraft: Orcs & Humans. Fonti rilasciate successivamente contraddicono o modificano quando descritto in queste due opere, che quindi presentano versioni in parte non più canoniche.
Warcraft - L'inizio - Film del 2016 co-scritto e diretto da Duncan Jones, creato da Blizzard Entertainment e Legendary Pictures. È un adattamento cinematografico di Warcraft: Orcs & Humans ed è ambientato nel periodo degli eventi di questa sezione.

##### L'invasione di Azeroth
Abbandonati da Kil'jaeden, non più interessato a loro dopo il presunto totale sterminio dei draenei, l'Orda degli orchi era sull'orlo del collasso, dilaniata dalla sete di sangue che non trovava altro sfogo che su se stessa. Ormai disperato nel cercare una soluzione, Gul'dan venne contattato da Medivh, che gli offrì di creare un portale dimensionale fra Draenor e Azeroth, permettendo così all'Orda di invadere e distruggere il pianeta (chiodo fisso di Sargeras da millenni; si veda in proposito la sezione Il primo attacco della Legione Infuocata: la Guerra degli Antichi). Medivh gli offrì anche di rivelargli la locazione della Tomba di Sargeras, dove Gul'dan avrebbe potuto accrescere a dismisura i suoi poteri.
Venne così creato il Portale Oscuro, situato nella Penisola del Fuoco Infernale su Draenor e nella Palude Nera su Azeroth. Grazie a tale portale l'Orda giunse su Azeroth e, credendo che gli umani non costituissero alcun pericolo, li attaccò senza esitare. Invece, le prime schermaglie furono tutte a favore degli umani membri del regno di Azeroth, così Gul'dan e Manonera cominciarono ad organizzarsi meglio. Nello stesso periodo, il clan dei Lupi Bianchi, l'unico che non aveva bevuto il sangue di Mannoroth grazie al rifiuto del suo capo Durotan, venne esiliato nelle Montagne d'Alterac; più tardi, lui e sua moglie Draka vennero assassinati e il figlio neonato trovato e allevato da un umano, Aedelas Blackmoore, che lo chiamò Thrall.

##### La morte di Medivh
Nel frattempo, Medivh - già dilaniato a causa del conflitto fra sé stesso e Sargeras nascosto dentro di lui - fu costretto anche a rapportarsi con Khadgar, un apprendista inviatogli dal Kirin Tor, e Garona la Mezz'Orchessa, una spia mandata come emissario da Gul'dan (con cui concepì un figlio, Med'an). Khadgar e Garona scoprirono, come lo aveva scoperto Aegwynn anni prima, della situazione di Medivh e della sua responsabilità nell'apertura del Portale, e assieme a lord Anduin Lothar si batterono ed uccisero il Guardiano nella torre di Karazhan, distruggendo in tal modo anche la parte di Sargeras contenuta in lui. Gul'dan, che stava indagando nella mente di Medivh al momento della sua morte, ne venne a sua volta colpito e cadde in coma.

##### La caduta di Roccavento
Poco tempo dopo Garona, controllata dal Concilio dell'Ombra, assassinò re Llane di Roccavento, portando alla caduta del regno umano. Libero da Gul'dan che era ancora in coma, Orgrim Martelfato uccise Manonera, prendendone il posto, e al ritorno di Garona la catturò e la torturò, facendosi rivelare la locazione del Concilio. Mentre Martelfato sterminava i membri del Concilio dell'Ombra, Lothar e Khadgar raccolsero i sopravvissuti di Roccavento e, salpando nel Grande Mare, fecero rotta verso il continente settentrionale di Lordaeron in cerca di aiuto.

### WarCraft II: Tides of Darkness
Nota: gli eventi narrati in questa sezione sono descritti nel videogioco Warcraft II: Tides of Darkness

#### La Seconda Guerra
Nota: gli eventi narrati in questa sezione sono descritti nel romanzo La discesa delle tenebre di Aaron Rosenberg e nel videogioco Warcraft II: Tides of Darkness. Fonti rilasciate successivamente contraddicono o modificano quanto descritto nel videogioco, che quindi presenta una versione in parte non più canonica.

##### La nascita dell'Alleanza e l'espansione dell'Orda
A Lordaeron, alla corte di re Terenas Menethil II, Lothar s'incontrò con i capi delle nazioni ivi presenti, riuscendo a farle coalizzare per affrontare il comune pericolo costituito dall'Orda. Venne così fondata l'"Alleanza", composta da umani, alti elfi, nani Granmartello e Barbabronzea e gnomi; Lothar venne nominato Comandante Supremo delle forze dell'Alleanza. Gli alti elfi, costretti all'alleanza dal patto che Anasterian aveva stretto tempo prima con re Thoradin, fornirono solo un supporto simbolico. Anche l'Orda si arricchì di nuove forze, portando gli ogre da Draenor e stringendo alleanza con i troll silvani dell'impero Amani guidati da Zul'jin e con i goblin del Cartello Spargifumo.
L'Orda, guidata da Orgrim Martelfato, continuò ad espandersi sul territorio dei Regni Orientali, invadendo Khaz Modan (costringendo i nani Barbabronzea a barricarsi dentro Forgiardente) e giungendo anche a Lordaeron; contemporaneamente gli orchi entrarono in possesso dell'Anima dei Demoni, e grazie ai suoi poteri riuscirono a sottomettere la regina di draghi Alexstrasza. Minacciandola di distruggere le sue uova, gli orchi la costrinsero a mettere gli altri draghi rossi al servizio dell'Orda. Con l'aiuto dei draghi e dei troll l'Orda riuscì a raggiungere e danneggiare i confini di Quel'Thalas, convincendo definitivamente gli alti elfi a fornire pieno supporto all'Alleanza. Molte delle città di Lordaeron vennero attaccate e razziate durante il conflitto. Gul'dan, ripresosi dal coma in cui era caduto, si assicurò la propria sopravvivenza giurando fedeltà a Martelfato e creando per lui i primi cavalieri della morte. L'Orda strinse anche alleanza col regno umano di Alterac guidato da Aiden Perenolde, che tradì l'Alleanza e permise all'Orda di passare nel suo territorio in cambio della salvezza dei suoi abitanti.

##### Il tradimento di Gul'dan e la sconfitta dell'Orda
Tuttavia, proprio mentre le forze dell'Orda si preparavano ad assediare la capitale di Lordaeron, Gul'dan e il suo apprendista Cho'gall con i loro clan disertarono per andare a cercare la Tomba di Sargeras; va notato che a Gul'dan non interessava minimamente dell'Orda, di Martelfato o della guerra in corso, ma era solo intenzionato ad acquisire i poteri divini di Sargeras. Gul'dan riuscì a far emergere dal mare le Isole Disperse, dove la tomba si trovava, ma una volta aperta trovò al suo interno solo demoni impazziti che uccisero lui e i suoi seguaci.
Orgrim, infuriato per il tradimento, inviò la maggior parte delle sue forze sulle Isole Disperse, sterminando i clan di Gul'dan e Cho'gall; quest'ultimo, creduto morto, riuscì invece a sopravvivere. Le perdite subite a causa del tradimento di Gul'dan e le lotte interne indebolirono pesantemente l'Orda e diedero il tempo all'Alleanza di riorganizzarsi. Le forze dell'Alleanza riuscirono a respingere l'Orda fino alla base del Massiccio Roccianera, dove Lothar cadde in battaglia contro Martelfato, a sua volta sconfitto e catturato da Turalyon. Senza Martelfato, l'Orda venne costretta a ritirarsi nella Palude del Dolore dove subì altre sconfitte e poi nelle Terre Devastate, dove Khadgar riuscì a chiudere il Portale Oscuro, portando così alla capitolazione dell'Orda.
Dopo ciò, gli alleati che l'Orda aveva raccolto lungo la strada si dispersero quasi completamente: i troll silvani ritornarono ai loro territori, i goblin ripresero la neutralità e gli ogre si sparpagliarono un po' ovunque su Azeroth.

### Warcraft II: Beyond the Dark Portal
Nota: gli eventi narrati in questa sezione sono descritti nel videogioco Warcraft II: Beyond the Dark Portal.

#### La spedizione a Draenor
Nota: gli eventi narrati in questa sezione sono descritti nel romanzo Oltre il Portale Oscuro di Christie Golden e nel videogioco Warcraft II: Beyond the Dark Portal.
Dopo la caduta dell'Orda, gli orchi rimasti ad Azeroth vennero catturati e rinchiusi in campi d'internamento (salvo alcuni, ad esempio quelli guidati da Kilrogg Occhiotetro). Per nulla d'accordo su questo argomento e dopo diverbi anche sul destino del regno traditore di Alterac, i regni di Gilneas e Stromgarde abbandonarono l'Alleanza; lo stesso fecero gli alti elfi, esaurito il loro debito con i discendenti di Thoradin. Il re di Gilneas, Genn Mantogrigio, fece inoltre barricare il suo regno dietro ad un enorme muro, escludendolo a tutti gli effetti dal resto del mondo.
A Draenor, però, gli orchi si riorganizzarono sotto la guida di Ner'zhul e Teron Malacarne: il vecchio sciamano e il primo cavaliere della morte avevano intenzione di aprire numerosi portali per diversi mondi dove portare l'Orda, dato che Draenor era ormai un mondo morente. Per poterlo fare, avevano bisogno di potenti artefatti, alcuni dei quali si trovavano ad Azeroth. Ner'zhul e Teron riaprirono quindi il Portale Oscuro e vi inviarono una nuova armata di orchi guidata da Grom Malogrido, che si riunì anche alle forze di Kilrogg Occhiotetro rimaste ad Azeroth. Grom inoltre, assieme ad alcuni guerrieri, recuperò uno degli artefatti che si trovava a Draenor, il Teschio di Gul'dan, tenuto come reliquia dal clan Tritaossa.
Con dei raid a Dalaran e Roccavento (ricostruite dopo la guerra) vennero presi l'Occhio di Dalaran e il Libro di Medivh, mentre lo Scettro Ingemmato di Sargeras venne recuperato dalle Isole Disperse, dopodiché Ner'zhul richiamò gli orchi a Draenor.

##### L'Alleanza a Draenor
Dopo questi eventi, Re Terenas, convinto che l'Orda stesse preparando un nuovo attacco, formò una spedizione guidata da Turalyon, Khadgar, Alleria Ventolesto, Kurdran Granmartello e Danath Cacciatroll per sconfiggere la minaccia direttamente sul suo mondo natio; i membri della spedizione presero il nome di "Figli di Lothar" (Sons of Lothar).
Giunti nella Penisola del Fuoco Infernale, i Figli di Lothar edificarono la Rocca dell'Onore e cominciarono ad ispezionare il territorio, preparandosi a recuperare gli artefatti rubati. Cominciarono ben presto le battaglie, e durante l'assedio della Cittadella del Fuoco Infernale Khadgar uccise Dentarg; Ner'zhul però era già fuggito da lì portando con sé gli artefatti, eccetto il Teschio di Gul'dan che aveva ceduto ad Alamorte: i Figli di Lothar dunque si divisero, con Khadgar, Alleria e Turalyon alla ricerca del drago nel suo covo su un'isola ad ovest della Penisola, e Danath e Kurdran all'inseguimento di Ner'zhul, Malacarne ed Occhiotetro nella Valle di Torvaluna.
Kurdran venne catturato durante l'inseguimento e portato ad Auchindoun, e Danath strinse alleanza coi draenei per riuscire ad entrare nella fortezza, dove liberò il compagno e uccise Kilrogg Occhiotetro. Khadgar e gli altri, invece, riuscirono a sconfiggere Alamorte alleandosi con i gronn e gli ogre che già lo stavano combattendo.

#### La nascita delle Terre Esterne
Nota: gli eventi narrati in questa sezione sono in parte descritti nella storia breve Unbroken di Micky Neilson.
Riunite le forze e in possesso del Teschio di Gul'dan, i Figli di Lothar assediarono il Tempio Nero dove Ner'zhul si trovava, ma non riuscirono ad impedirgli di aprire i portali. Ner'zhul tuttavia non aveva previsto le conseguenze: l'immane energia da essi generata squarciò il pianeta di Draenor, dando inizio ad un cataclisma di proporzioni planetarie. Alcuni orchi, fra cui Grom Malogrido, riuscirono a fuggire attraverso il Portale Oscuro, nella relativa salvezza di Azeroth, mentre Khadgar e gli altri membri della spedizione, per evitare che la catastrofe colpisse anche il loro mondo tramite il Portale Oscuro, decisero di rimanere a Draenor per chiuderlo. Anche Ner'zhul e i suoi seguaci lasciarono il pianeta attraverso uno dei portali appena aperti.
Dopodiché Draenor venne definitivamente distrutto, e ciò che ne restava trascinato nella Distorsione Fatua: quello sbrindellato residuo di pianeta divenne noto come Terre Esterne.

#### La creazione del Re dei Lich
Appena varcato il portale nel tentativo di fuga, Ner'zhul e i suoi fedelissimi vennero catturati da Kil'jaeden, che sottopose l'ex sciamano a torture terribili, tenendo al contempo il suo spirito vivo e consapevole. Avendo fallito nel creare un'armata coesa con gli orchi, Kil'jaeden aveva in mente di fare un secondo tentativo, stavolta senza sbagliare: propose così a Ner'zhul di tornare a servirlo o di patire sofferenze eterne. Ner'zhul scelse la prima.
Lo spirito di Ner'zhul, ormai privo di corpo, venne incastonato in un blocco di ghiaccio della Distorsione Fatua duro come il diamante, la sua consapevolezza e il suo potere vennero aumentati a dismisura, rendendolo una creatura dai poteri enormi. Anche i seguaci di Ner'zhul vennero mutati, nel loro caso in lich. Kil'jaeden spiegò quindi a Ner'zhul che il suo compito era di creare una piaga che avrebbe fatto risorgere come non morti tutti coloro che ne fossero stati colpiti, al suo eterno servizio. Dubitando tuttavia fortemente della proclamata lealtà del Re dei Lich, Kil'jaeden ordinò ad alcuni tra i più potenti signori del terrore, capeggiati da Tichondrius, di sorvegliare la condotta di Ner'zhul su Azeroth. Dopodiché scagliò il blocco di ghiaccio del Re dei Lich su Azeroth, mandandolo a incagliarsi nel ghiacciaio di Corona di Ghiaccio, nel gelido continente di Nordania. A causa dell'impatto il blocco assunse una forma simile ad un trono, ragion per cui venne denominato come Trono Ghiacciato.
Da lì, il Re dei Lich cominciò ad espandere la sua coscienza e a toccare le menti delle creature mortali, assoggettandole al suo servizio. La prima prova con la piaga della non morte il Re dei Lich la effettuò su un remoto accampamento di umani a Dracombra: nel giro di tre giorni, tutti gli abitanti erano morti, ma poco dopo ritornarono alla vita come non morti, completamente sotto il suo controllo. Da quel momento, l'armata di non morti cominciò a crescere in continuazione.

#### La battaglia di Grim Batol
Nota: gli eventi narrati in questa sezione sono descritti nel romanzo Day of the Dragon di Richard A. Knaak.
Ad insaputa dell'Alleanza, una grande quantità di orchi vagava ancora libera nel nord di Khaz Modan, fra le Paludi Grigie e le Alture del Crepuscolo. Si trattava del clan Fauci di Drago di Nekros Sfasciateste, che aveva ancora in suo potere l'Anima dei Demoni e la regina dei draghi Alexstrasza e si era barricato nell'ex fortezza nanica di Grim Batol.
Nekros continuava a costringere Alexstrasza ad accoppiarsi col suo anziano compagno, Tyranastrasz, così da avere sempre nuovi draghi al suo servizio. Nekros venne manipolato da Alamorte, che lo indusse a spostare Alexstrasza e le sue uova al di fuori della fortezza, perché intendeva appropriarsi delle uova per portare nuovi membri allo stormo nero, decimato da conflitti interni.
Il piano venne tuttavia rovinato dall'intervento di un gruppo di avventurieri, composto da Rhonin, Falstad Granmartello, Vereesa Ventolesto e Krasus, che liberarono Alexstrasza e distrussero l'Anima dei Demoni, ridando a lei e agli altri Aspetti Draconici i loro pieni poteri. Alamorte venne così scacciato e quasi ucciso da Alexstrasza, Malygos, Ysera e Nozdormu, e Nekros divorato dalla stessa Alexstrasza. Gran parte del clan Fauci di Drago venne incenerito dai draghi rossi, che presero poi controllo di Grim Batol.

#### Il letargo degli orchi e la nuova Orda
Nota: gli eventi narrati in questa sezione sono descritti nel romanzo Lord of the Clans di Christie Golden.
Col passare del tempo, gli orchi catturati e internati sembrarono sprofondare in un'apatia, smettendo tanto i tentativi di fuga quanto le lotte interne. Alcuni maghi, come Antonidas, intuirono che questo letargo era dovuto alla mancata presenza delle energie demoniache a cui erano stati abituati, ma non riuscirono a trovare una cura (molti altri umani conclusero che era meglio così).
Nel frattempo, il capo del Forte di Durnholde, Aedelas Blackmoore, aveva allevato il figlio di Durotan, Thrall, come gladiatore, istruendolo anche in tattica, filosofia e altro. Il suo intento era di farne un'arma con cui guadagnare potere a Lordaeron.
Nonostante ciò, grazie soprattutto alla sua amicizia con Taretha Foxton, la figlia di un sottoposto di Blackmoore, Thrall crebbe acuto e perspicace, e imparò ben presto la storia della sua razza; quando cominciò a circolare la voce che Orgrim Martelfato era sfuggito agli umani e si era dato alla macchia, Thrall fuggì da Durnholde, grazie all'aiuto di Taretha. Alla fine il giovane orco incontrò prima Grom Malogrido e il clan Cantaguerra, poi il clan dei Lupi Bianchi, dove scoprì le sue origini. Addestrato da Drek'Thar, Thrall divenne uno sciamano e capì che lo sciamanesimo era quello che poteva risvegliare gli orchi dal loro letargo.
Riuniti i clan dei Lupi Bianchi e Cantaguerra e incontrato anche Martelfato, Thrall li guidò contro i campi d'internamento, liberando gli orchi sia dalle loro prigioni fisiche che da quelle spirituali. Con la morte di Orgrim Martelfato nell'assedio di uno dei campi (l'attuale Requie del Martello, negli Altopiani d'Arathi) Thrall divenne il capo dell'Orda che aveva rifondato e trasformato, giurando che gli orchi non sarebbero mai più stati schiavi di nessuno.Più o meno in quel periodo i
Murloc, una razza di uomini-pesce, iniziarono a risalire in superficie e ad abitare laghi e fiumi di tutta Azeroth.

#### La Guerra del Ragno
Mentre Thrall riportava l'Orda a nuova vita a Lordaeron, il Re dei Lich continuava ad espandere il suo dominio a Nordania, dalla rocca che aveva fatto costruire a Corona di Ghiaccio. Ben presto il Re dei Lich entrò in conflitto con il regno nerubiano di Azjol-Nerub, e si accorse che essi erano immuni non solo alla piaga della non morte, ma anche al suo controllo mentale.
Avendo a disposizione un sistema di gallerie sotterranee che si estendeva per quasi la metà del continente e utilizzando una tattica di attacchi rapidi e fuga, i nerubiani riuscirono ad evadere la distruzione per dieci anni, in quella che venne chiamata "Guerra del Ragno" (War of the Spider). Tuttavia, sebbene immuni alla piaga, i nerubiani morti potevano essere resuscitati dal Re dei Lich sotto il suo controllo; così, con i loro stessi fratelli messi contro di loro e i senzavolto che liberarono accidentalmente scavando troppo in profondità, i nerubiani vennero quasi totalmente sterminati e inseriti fra le file dei non morti.

## Quarta parte: dall'inizio alla fine di WarCraft III: Reign of Chaos e seguito

### WarCraft III: Reign of Chaos
Nota: gli eventi narrati in questa sezione sono descritti nel videogioco Warcraft III: Reign of Chaos.

#### La Terza Guerra
Nota: gli eventi narrati in questa sezione sono descritti nel videogioco Warcraft III: Reign of Chaos e, in parte, nel romanzo di Christie Golden Arthas - L'ascesa del Re dei Lich.

##### Il Culto dei Dannati
Nota: gli eventi narrati in questa sezione sono descritti nella storia breve Road To Damnation di Evelyn Fredericksen.
Senza più avversari validi dopo la Guerra del Ragno, Ner'zhul fu libero di espandere la sua coscienza oltre i confini di Nordania, lanciando un appello mentale a chiunque avesse voluto ascoltarlo; fra quelli che lo udirono vi fu un arcimago umano di Dalaran di nome Kel'Thuzad. Attratto da quella voce misteriosa, Kel'Thuzad, si lasciò alle spalle il Kirin Tor e viaggiò a Nordania, raggiungendo infine il Trono Ghiacciato.
A Kel'Thuzad il Re dei Lich affidò il compito di creare un culto che lo venerasse come un dio; tornato a Lordaeron, in tre anni Kel'Thuzad fondò così il Culto dei Dannati. Come seconda mossa il Re dei Lich ordinò a Khel'Thuzad di diffondere la piaga della non morte contaminando il grano e le altre provviste degli umani: interi villaggi vennero contaminati, la popolazione trasformata in un esercito di non morti, che Kel'Thuzad battezzò con molto realismo "il Flagello" (the Scourge).

##### Il flagello di Lordaeron
Dopo che la piaga cominciò a spargersi nel nord di Lordaeron, i paladini della Mano d'Argento guidati da Uther l'Araldo della Luce tentarono di fermarla, ma senza successo. In particolare uno dei paladini, Arthas Menethil, figlio di re Terenas Menethil II e allievo di Uther, fece sua la battaglia contro i non morti, aiutato dall'incantatrice Jaina Marefiero.
Anche se riuscì ad uccidere Khel'Thuzad, la diffusione della piaga non accennò a fermarsi. Sempre più ossessionato, Arthas arrivò ad azioni sempre più estreme, fino a massacrare l'intera città di Stratholme, per impedire agli abitanti infetti di trasformarsi in non morti. Venne infine attirato dal nathrezim Mal'Ganis a Nordania, dove s'incontrò con dei nani guidati da Muradin Barbabronzea. Saputo di una spada magica, Gelidanima, Arthas se ne impadronì, ignorando la maledizione che gravava su di essa e causando l'apparente morte di Muradin. Con tale arma riuscì in effetti ad uccidere Mal'Ganis, ma gli costò anche la perdita dell'anima: la spada era infatti parte dello stesso Re dei Lich, il quale la cedette in virtù di un piano volto a liberarsi di Kil'jaeden senza attirare su di sé i primi sospetti. Gelidanima corruppe Arthas, trasformandolo nel primo cavaliere della morte al servizio del Re dei Lich.
Alla guida del Flagello, Arthas fece ritorno a Lordaeron, uccise suo padre Terenas e gettò il regno in mano ai non morti.

##### La caduta di Quel'Thalas e Dalaran
Per proseguire col piano del Re dei Lich, Arthas aveva bisogno di riportare in vita Kel'Thuzad. Raccolse così le sue ceneri in un'urna magica custodita da Uther e dai suoi paladini (che uccise nel processo), dopodiché si mise in viaggio col Flagello verso il regno elfico di Quel'Thalas, per sfruttare l'energia del Pozzo Solare nel processo di resurrezione.
Gli alti elfi, capeggiati dalla caporanger Sylvanas Ventolesto, si opposero strenuamente ai non morti ma vennero infine sconfitti, re Anasterian ucciso, e la stessa Sylvanas resuscitata come banshee al servizio di Arthas. Raggiunta l'Isola di Quel'Danas, Arthas usò il Pozzo Solare, corrompendolo irrimediabilmente, per riportare in vita Kel'Thuzad in forma di lich: con quest'ultimo atto, Arthas mandò definitivamente in rovina il regno degli alti elfi, che era rimasto intatto per migliaia di anni.
Resuscitato Kel'Thuzad, Arthas guidò il Flagello in un massiccio attacco alla città di Dalaran, dove era custodito il libro degli incantesimi di Medivh di cui il lich aveva bisogno per evocare il demone Archimonde. Nonostante la resistenza opposta dai maghi del Kirin Tor, Antonidas in testa, essi vennero uccisi e la città distrutta. Grazie ai segreti dell'antico tomo, Kel'Thuzad riuscì dunque a riportare la Legione Infuocata su Azeroth dopo 10.000 anni dal suo primo accesso.

##### La nascita degli elfi del sangue
Ritornato a Quel'Thalas da Dalaran, l'erede al trono Kael'thas Solealto la trovò ridotta in macerie, con la popolazione pressoché sterminata. In memoria della loro patria e delle migliaia di caduti di fronte all'invasione del Flagello, buona parte degli alti elfi si rinominarono elfi del sangue.
Kael'thas scoprì inoltre che le energie del Pozzo Solare, essendo state corrotte dalla magia usata da Arthas, potevano essere letali per gli elfi del sangue, e decise così che il Pozzo doveva essere distrutto definitivamente. Ciò venne fatto, ma, anche se salvò gli elfi dall'esposizione continuata alle sue energie corrotte, la loro assenza ne rese altresì evidente la dipendenza da esse. Gli elfi del sangue cominciarono così a soffrire di una lacerante sete di magia; Kael'thas prese così con sé gli elfi del sangue abili al combattimento e lasciò Quel'Thalas in cerca di una cura per la sete di magia. Il regno e il resto della popolazione vennero affidati nelle mani del reggente Lor'themar Theron.

##### L'esodo a Kalimdor
Prima dell'arrivo del Flagello a Lordaeron e degli eventi a esso relativi che coinvolsero Arthas e Quel'Thalas, i mortali avevano però ricevuto un aiuto inaspettato. Medivh, l'ultimo Guardiano del Concilio di Tirisfal, era ritornato dalla morte per riscattarsi dalle sue colpe. Dopo aver inutilmente tentato di mettere in guardia molti regnanti (tra cui il padre di Arthas, re Terenas Menethil di Lordaeron) sui pericoli incombenti, Medivh aveva trovato finalmente chi lo ascoltava: il Profeta aveva contattato Thrall, il nuovo capo dell'Orda degli orchi, che in seguito al suo avvertimento, rubò alcune navi umane e salpò alla volta di Kalimdor con i suoi clan al seguito.
Dopo il massacro di Stratholme da parte di Arthas, Medivh era apparso anche all'incantatrice Jaina Marefiero, che partì a sua volta dopo aver raccolto molti superstiti di Lordaeron e anche uomini da Gilneas, Kul Tiras e altri regni.
Durante il viaggio nel Grande Mare, le navi dell'Orda furono costrette a gettare l'ancora nei pressi di un piccolo arcipelago, abitato dai troll della tribù Lanciascura. Gli orchi aiutarono i troll a sconfiggere una strega del mare che li minacciava, ma il capo dei troll Sen'jin venne ucciso. Suo figlio, Vol'jin, accettò tuttavia di unire i suoi troll all'Orda.
Giunti a Kalimdor, gli orchi aiutarono anche il popolo dei tauren, salvandolo dall'estinzione per mano dei centauri. Thrall e parte degli orchi si recarono presso un oracolo nelle Vette di Petrartiglio accompagnati da Cairne Zoccolo Sanguinario. Presso l'oracolo, che non era altri che Medivh, Thrall incontrò Jaina ed accettò infine di allearsi con gli umani per sconfiggere la Legione Infuocata.

##### La fine della maledizione del sangue
Mentre Thrall si dirigeva dall'Oracolo, Grom Malogrido e il suo clan vennero mandati a nord, nella foresta di Valtetra, per raccogliere legname. Qui si scontrarono con gli elfi della notte, per i quali la foresta era sacra, e col semidio Cenarius. La Legione Infuocata decise di approfittare della situazione, e spinse gli orchi del clan Cantaguerra a bere nuovamente il sangue di Mannoroth, per acquisire la forza necessaria a sconfiggere Cenarius. In questo modo la Legione ottenne due successi in una volta: si era sbarazzata di un antico e pericoloso nemico, Cenarius, e aveva riportato parte degli orchi sotto il proprio controllo.
Grazie all'intervento di Thrall e Jaina, Grom venne poi liberato dalla follia a cui il sangue di Mannoroth l'aveva portato; dopodiché, Grom stesso decise di affrontare il demone di persona, sacrificandosi per ucciderlo e ponendo fine per sempre alla schiavitù degli orchi di Azeroth nei confronti della follia demoniaca presa quando avevano bevuto il sangue di Mannoroth per la prima volta.

##### Il risveglio dei druidi
Gli elfi della notte, ostili ai nuovi arrivati, inizialmente attaccarono gli accampamenti sia umani che orcheschi allo scopo di ricacciarli da dov'erano venuti. Ma ben presto la loro attenzione dovette spostarsi altrove, allorché il Flagello e la Legione Infuocata approdarono a Kalimdor.
Disperata per la situazione, Tyrande Soffiabrezza risvegliò Malfurion Grantempesta e gli altri druidi elfi della notte dal loro sonno nel Sogno di Smeraldo. Nonostante il divieto di Malfurion, Tyrande liberò anche Illidan dalla sua prigione, sterminando i suoi guardiani, convinta che avrebbe potuto aiutarli. Illidan cadde però nuovamente preda della sete di potere: allo scopo dichiarato di eliminare il Signore delle Tenebre Tichondrius, dopo essere stato ragguagliato da Arthas (giunto segretamente su Kalimdor per ordine del Re dei Lich) Illidan si mise alla ricerca del Teschio di Gul'dan e ne consumò il potere, divenendo un potente demone a sua volta. Nonostante l'effettiva morte di Tichondrius, inorriditi dalla corruzione in cui era caduto, Tyrande e Malfurion lo esiliarono dalle terre degli elfi.

##### La Battaglia del Monte Hyjal
Alla fine, Medivh convinse anche gli elfi della notte ad unire le forze ad umani ed orchi contro la Legione Infuocata. Uniti, si schierarono alle pendici del Monte Hyjal, sede dell'Albero del Mondo Nordrassil che Archimonde intendeva distruggere; alla battaglia si unirono anche troll oscuri e mezzorsi nativi della zona.
Le basi umane, orchesche ed elfiche cedettero una dopo l'altra alle forze della Legione, permettendo ad Archimonde di raggiungere Nordrassil e il Secondo Pozzo dell'Eternità sotto di esso. Malfurion chiamò allora a raccolta le energie della terra stessa, che distrussero Archimonde, portando alla sconfitta le forze demoniache. La morte dell'eredar però causò anche la distruzione di Nordrassil e la conseguente perdita dell'immortalità degli elfi della notte.

#### La caduta di Gnomeregan
Mentre il resto dell'Alleanza era impegnato a combattere contro il Flagello e la Legione, gli gnomi dovettero affrontare un'invasione di trogg a Gnomeregan. Sapendo che i loro alleati avevano cose ben più importanti di cui occuparsi, gli gnomi non li avvisarono della situazione, e decisero di fronteggiare i trogg da soli. Nel tentativo di scacciarli, riempirono la città di radiazioni (su consiglio del Mekgeniere Termospin, che aveva però orchestrato lui stesso l'invasione), ma ciò uccise la stragrande maggioranza degli gnomi. Persa Gnomeregan, re Gelbin Meccatork guidò il suo popolo a Forgiardente, chiedendo asilo ai nani, in attesa di riconquistare la loro città.

## Quinta parte: dall'inizio alla fine di WarCraft III: Frozen Throne e seguito

### WarCraft III: Frozen Throne
Nota: gli eventi narrati in questa sezione sono descritti nel videogioco Warcraft III: The Frozen Throne.

#### L'incarico di Illidan Grantempesta
Nota: gli eventi narrati in questa sezione sono descritti nel videogioco Warcraft III: The Frozen Throne.
Dopo la sconfitta della Legione al Monte Hyjal, Kil'jaeden contattò Illidan Grantempesta: egli voleva che Illidan distruggesse il Re dei Lich, ormai libero dal suo controllo, dietro l'offerta di potere e di un posto fra i capi della Legione. Illidan evocò allora i naga (gli antichi elfi della notte seguaci di Azshara), ed un vasto gruppo guidato da Dama Vashj accettò di seguirlo; dopodiché, partirono alla volta della Tomba di Sargeras (di cui Illidan conosceva la locazione grazie alle memorie assorbite dal Teschio di Gul'dan) alla ricerca di un potente artefatto, l'Occhio di Sargeras.
Con questo nuovo esercito ai suoi ordini e sebbene fosse continuamente ostacolato dalla sua antica guardiana Maiev Cantombroso e dalle sue guerriere, Illidan riuscì infine a raggiungere la Tomba e a recuperare l'Occhio. Giunto a Dalaran, Illidan cominciò un rituale che avevo lo scopo di distruggere il Trono Ghiacciato, ma che stava danneggiando anche l'intero pianeta: non riuscì però a completarlo a causa dell'intervento di Maiev, Malfurion Grantempesta e Kael'thas Solealto. Dopo essere stato catturato venne ancora una volta lasciato in libertà da Malfurion, come compenso per aver salvato Tyrande dai non morti; temendo l'ira di Kil'jaeden, Illidan fuggì nelle Terre Esterne, subito inseguito da Maiev.
Rimasta ad Azeroth, Dama Vashj si mise in contatto con gli elfi del sangue, che si erano riuniti all'Alleanza sotto la guida dello xenofobo Gran Maresciallo Othmar Garithos. Costretto a compiti impossibili da Garithos, Kael'thas dovette accettare l'aiuto dei naga, causando così l'ira di Garithos che condannò a morte lui e tutti gli elfi del sangue. Liberati da Vashj, gli elfi del sangue la seguirono nelle Terre Esterne, dove Illidan avrebbe potuto aiutarli per la loro sete di magia.

##### La caduta di Magtheridon
Nota: gli eventi narrati in questa sezione sono descritti nel videogioco Warcraft III: The Frozen Throne.
Giunti lì, Vashj e Kael liberarono Illidan dalle grinfie di Maiev (che era riuscita a catturarlo e che venne imprigionata a sua volta); stretta alleanza anche con i draenei Corrotti di Akama, Illidan e i suoi seguaci misero sotto assedio la fortezza di Magtheridon, dominatore delle Terre Esterne. Magtheridon venne sconfitto e imprigionato nella Cittadella del Fuoco Infernale, così da poter usare il suo sangue per creare orchi del caos per Illidan, che si autoproclamò nuovo signore delle Terre Esterne.
Di lì a poco Illidan venne raggiunto da Kil'jaeden, che gli diede una seconda possibilità di distruggere il Re dei Lich. Il Traditore non ebbe altra scelta che obbedire, e si preparò ad un nuovo assalto a Corona di Ghiaccio.

##### Lo scisma del Flagello
Nota: gli eventi narrati in questa sezione sono descritti nel videogioco Warcraft III: The Frozen Throne e nel romanzo di Christie Golden Arthas - L'ascesa del Re dei Lich.
Gli incantesimi operati da Illidan avevano incrinato il Trono Ghiacciato, causando così la progressiva perdita dei poteri del Re dei Lich, che cominciò così a perdere il controllo delle orde di non morti. Si scatenò così una guerra civile fra le forze del Flagello, quelle leali ai signori del terrore e quelle leali a Sylvanas Ventolesto, liberatasi dal controllo di Arthas.
Richiamato a Nordania dal Re dei Lich, Arthas fu costretto a lasciare Lordaeron in mano a Kel'Thuzad. Sylvanas guadagnò rapidamente terreno, sbaragliando le forze dei nathrezim e quelle umane (sottomettendo Varimathras ed uccidendo Detheroc, Balnazzar e Garithos) e ottenendo il controllo sulle Radure di Tirisfal, sulla Selva Pinargento e su Sepulcra. Da quel momento, Sylvanas diede a sé stessa e ai suoi seguaci il nome di Reietti.

##### La fusione del Re dei Lich
Nota: gli eventi narrati in questa sezione sono descritti nel videogioco Warcraft III: The Frozen Throne e nel romanzo di Christie Golden Arthas - L'ascesa del Re dei Lich.
Nel frattempo Arthas, arrivato a Nordania, scoprì che gli eserciti di Illidan erano lì per tentare di distruggere il Re dei Lich. Dopo aspri combattimenti e dopo aver sconfitto in duello Illidan, Arthas riuscì a raggiungere il Trono Ghiacciato. Usando Gelidanima frantumò il Trono liberando così lo spirito del Re dei Lich. Il Re dei Lich si fuse con Arthas, acquisendo anche il suo corpo, ed essi divennero un'unica entità, fra le più potenti mai viste ad Azeroth. Fallito nel loro compito, Illidan e le sue forze fuggirono nuovamente nelle Terre Esterne.

##### La colonizzazione di Kalimdor
Nota: gli eventi narrati in questa sezione sono descritti nel videogioco Warcraft III: The Frozen Throne.
Cercando di risanare sia le ferite provocate dalla Legione che i vecchi rancori, orchi e umani cominciarono a stabilirsi a Kalimdor. Thrall fondò la nazione di Durotar, aiutato dai troll Lanciascura e dai tauren, mentre le forze di Jaina Marefiero si stabilirono a Theramore, nelle Acquemorte.
Sebbene Thrall e Jaina avessero siglato un accordo di pace tra Orda e Alleanza, la tregua fra i loro sudditi era quantomeno fragile, e venne nuovamente spezzata con l'arrivo dell'ammiraglio Daelin Marefiero, padre di Jaina, venuto a cercare la figlia. Inorridito al sapere che Jaina aveva collaborato con gli orchi e determinato a sradicare l'Orda senza ascoltare spiegazioni, Daelin la costrinse a scegliere fra lui e loro: Jaina scelse loro, e aiutò il campione dell'Orda Rexxar, Chen Triplo Malto ed altri a raggiungere suo padre. Daelin venne affrontato da Rexxar, e morì durante il combattimento, senza che Jaina potesse provargli che gli orchi non erano più mostri sanguinari. Dopo ciò, Thrall e Jaina rinnovarono l'accordo di non aggressione per gli anni a venire.

#### La Crociata Scarlatta e l'Alba d'Argento
Dopo la morte di Uther l'Araldo della Luce e di molti altri paladini della Mano d'Argento, i restanti membri dell'ordine si erano riorganizzati per combattere i non morti a Lordaeron. Sebbene tutti i membri fondatori fossero animati da nobili intenzioni, alcuni erano particolarmente fanatici, come padre Abbendis e Isillien. Partendo dalla sua base, il Monastero Scarlatto nelle Radure di Tirisfal, la neonata organizzazione, battezzata "Crociata Scarlatta", riuscì a far breccia nelle Terre Infette, riconquistando bastioni come Valsalda e Mano di Tyr. Quando Alexandros Mograine, uno dei più forti guerrieri della Crociata, una spina nel fianco per il Flagello, espresse l'intenzione di attaccare Sepulcra, il lich Kel'Thuzad e il nathrezim Balnazzar strinsero un patto: sebbene nemici, il primo voleva liberarsi di Mograine, e il secondo voleva proteggere suo fratello Varimathras, che si trovava proprio a Sepulcra; Balnazzar, usando Saidan Dathrohan (morto da tempo) come un burattino, convinse uno dei figli di Mograine, Renault, a tradire il padre, attirandolo a Stratholme e uccidendolo con la spada Brandicenere. Morto Mograine, il Flagello aveva un problema in meno e la Crociata cadde preda dei suoi membri più fanatici e delle manipolazioni di Balnazzar. Svariati membri della Crociata quindi la lasciarono, fondando un'altra organizzazione, l'Alba d'Argento, sempre con lo scopo di combattere il male, ma priva del fanatismo che aveva rovinato la Crociata.

#### Dietro al muro di Gilneas: gli worgen e la guerra civile
Dopo la Seconda Guerra, re Mantogrigio di Gilneas aveva fatto escludere il proprio regno dal resto di Lordaeron, costruendo un enorme muro, il Muro Mantogrigio, e tagliando tutti i ponti con l'Alleanza e le altre nazioni umane, a suo dire solo una manica di approfittatori. Così facendo, aveva tagliato fuori dal regno alcune proprietà appartenenti a Darius Crowley, un giovane ma rispettato nobile, e rischiato anche una piccola carestia, cosa che aveva creato notevoli tensioni. Agli inizi della Terza Guerra, Gilneas aveva rifiutato a Lordaeron qualsiasi aiuto militare, e si era trovato ben presto con il Flagello alle porte; re Mantogrigio aveva acconsentito quindi alla richiesta del suo arcimago, Arugal, di evocare gli worgen per scacciare i non morti. Di lì a poco Crowley, giudicando folle il comportamento del re, aveva dato il via ad una guerra civile, detta "Ribellione della Porta Nord", che duraerà per quasi sette anni e che si concluderà con la sconfitta e l'imprigionamento di Crowley e delle sue forze.

#### Anveena Teague e il Pozzo Solare
Nota: gli eventi narrati in questa sezione sono descritti nel manga Sunwell: la trilogia.
Dopo che Kael'thas aveva distrutto il Pozzo Solare corrotto, la restante energia pura venne recuperata da Korialstrasz, che decise di nasconderla in attesa di tempi migliori: il mago-drago le diede la forma di una giovane umana, che battezzò Anveena Teague, e la mise a "vivere" in una fattoria nelle Alture di Colletorto; la ragazza finì però per diventare tale e quale ad una vera creatura vivente, provando emozioni e sentimenti, ignorando la sua reale identità. Per una coincidenza, Anveena s'incontrò con il drago blu Kalecgos che si stava recando a Quel'Thalas per investigare su un'energie misteriosa. Attaccati da non morti guidati da Dar'Khan Drathir, che cercava di ottenere per sé le energie del Pozzo Solare, vennero salvati dal provvidenziale intervento di Tyrygosa; di lì, il gruppo si diresse verso Quel'Thalas, dove Anveena cadde nelle mani di Dar'Khan. Realizzando infine la sua vera identità, Anveena usò il suo potere per sconfiggere Dar'Khan. Lei e Kalecgos rimasero quindi a Quel'Thalas, sotto la protezione del Reggente Lor'themar Theron.

#### La creazione di Teldrassil
Dopo la fine della Terza Guerra, gli elfi della notte, oramai mortali, guidati da Malfurion Grantempesta e Tyrande Soffiabrezza, cercavano di riportare al loro antico splendore le foreste di Kalimdor. Fandral Elmocervo propose di piantare un nuovo Albero del Mondo, al fine di riguadagnare l'immortalità, ma Malfurion lo proibì, conscio che la natura non avrebbe mai dato la sua benedizione per un proposito tanto egoistico.
Quando però, di lì a poco, Malfurion rimase intrappolato nel Sogno di Smeraldo, Fandral divenne Arcidruido al suo posto ed ebbe campo libero: piantò il nuovo albero, che chiamò Teldrassil, su un isolotto al largo di Rivafosca, e su di esso venne fondata la città di Darnassus, che divenne il centro politico della società elfica. Fandral, in quel periodo, era stato corrotto dall'Incubo di Smeraldo, e infuse nell'albero parte dell'energia dell'Incubo; inoltre l'albero, come Malfurion aveva predetto, non venne benedetto dai draghi, quindi non garantì l'immortalità agli elfi della notte e cadde presto preda della corruzione.

## Sesta parte: dall'inizio di World of WarCraft alla fine di The Burning Crusade

### World of WarCraft
Nota: gli eventi narrati in questa sezione sono descritti nel videogioco World of Warcraft.

#### La riapertura delle ostilità
Nota: gli eventi narrati in questa sezione sono descritti nel videogioco World of Warcraft.
La Terza Guerra e il periodo ad essa successivo diedero una svolta decisiva al panorama politico successivo. Gli elfi della notte, costretti a fare i conti con la loro mortalità e con gli altri popoli da cui prima si erano estraniati, conclusero che sarebbe stato saggio trovare degli alleati. A causa delle animosità con gli orchi per il deicidio di Cenarius, la scelta ricadde sull'Alleanza. L'Orda, dal canto suo, strinse un legame di convenienza con i Reietti, nettamente respinti dalle razze dell'Alleanza, guadagnando così un ottimo avamposto nei Regni Orientali.
Nonostante il trattato di pace firmato da Thrall e Jaina, ben presto piccoli focolai di guerra cominciarono a sorgere. Nella Forra dei Cantaguerra, tra Valtetra e le Savane Settentrionali, gli orchi del clan Cantaguerra e le Sentinelle degli elfi della notte cominciarono a darsi battaglia per il controllo della foresta. Negli Altopiani d'Arathi, nel Bacino di Arathi, i Reietti entrarono in guerra contro la Lega di Arathor, mentre nella Valle di Alterac il conflitto scoppiò fra gli orchi del clan dei Lupi Bianchi e i nani del clan Piccatonante per mere questioni di esplorazione e scavi archeologici. Nonostante tali schermaglie, comunque, Orda e Alleanza erano ancora ufficialmente in pace, per quanto tale situazione fosse traballante.
In mezzo a questi episodi, i troll Lanciascura stabilitisi sulle Isole dell'Eco vennero da queste scacciate per mano dello stregone Zalazane.

#### La nascita della Fratellanza di Defias
Nota: gli eventi narrati in questa sezione sono descritti nel videogioco World of Warcraft.
Dopo la distruzione di Roccavento nella Prima Guerra, e con la sconfitta dell'Orda nella Seconda, Varian Wrynn riprese il controllo del regno di Roccavento, e fece iniziare la sua ricostruzione. Del lavoro venne incaricata la Gilda degli Scalpellini, guidata da Edwin VanCleef, che riuscì a riportare allo splendore la città; tuttavia, per motivi non del tutto chiari, la Casa dei Nobili di Roccavento rifiutò di pagare la somma pattuita. Gli Scalpellini, dopo aver dato il via a dei disordini in cui perse accidentalmente la vita la regina Tiffin (ironicamente, una delle voci che chiedevano più convintamente ai Nobili di pagare i lavoratori), lasciarono la città. Si sarebbe poi scoperto che, tanto dietro alla decisione dei nobili quanto alla morte della regina, vi era la mano di Onyxia, che si era infiltrata nella nobiltà di Roccavento sotto lo pseudonimo di Katrana Prestor.
Raggiunte le Marche Occidentali, la maggioranza degli Scalpellini, ancora sotto la guida di VanCleef, si riunì nella Fratellanza di Defias, un'associazione criminale che cominciò ben presto ad espandersi a macchia d'olio in tutto il regno.

#### I Ferroscuro e Ragnaros
Nota: gli eventi narrati in questa sezione sono descritti nel videogioco World of Warcraft.
Sotto la guida di re Dagran Thaurissan e sempre sotto il dominio di Ragnaros, il Signore Elementale del Fuoco, i nani del clan Ferroscuro avevano costruito, nelle profondità del Massiccio Roccianera, la loro città di Forgiascura. Da lì, i Ferroscuro avevano combattuto contro l'Orda Oscura, che risiedeva ai livelli superiori del monte, nel contempo complottando contro il regno di Forgiardente.
Tempo dopo la Terza Guerra, i Ferroscuro riuscirono nell'impresa di rapire la principessa di Forgiardente, Moira Barbabronzea, figlia di re Magni. Magni inviò degli avventurieri a Forgiascura, i quali misero a ferro e fuoco la città e uccisero Thaurissan, scoprendo tuttavia che Moira era innamorata di lui e che, oltretutto, portava in grembo suo figlio; furibonda per l'uccisione di Thaurissan, la principessa rifiutò di tornare a Forgiardente.
Non troppo tempo dopo la caduta di Ferroscuro anche il covo di Ragnaros venne attaccato da avventurieri, ed egli venne bandito nel suo reame, le Terre del Fuoco.

#### Onyxia e Nefarian
Nota: gli eventi narrati in questa sezione sono descritti nella serie a fumetti World of Warcraft: il fumetto e, in parte, nel videogioco World of Warcraft.
patch (1.3) Ruins of the Dire Maul. -  patch (1.6) Assault on Blackwing Lair.
Avviandosi per una missione diplomatica a Theramore, subito prima degli eventi di World of Warcraft, re Varian Wrynn venne rapito da Onyxia, e venne dato per disperso. Il giovanissimo principe, Anduin Wrynn, venne incoronato re, sostenuto da due reggenti, Bolvar Domadraghi e Katrana Prestor (la stessa Onyxia sotto spoglie umane). Con un incantesimo, Onyxia "sdoppiò" il re, facendo ritornare a Roccavento la sua metà più buona e malleabile, e intendendo eliminare l'altra, più aggressiva e decisa; questo secondo Varian però riuscì a fuggire, e dopo una serie di peripezie apprese la realtà dei fatti e si ricongiunse con l'altra sua metà. I due Varian riuscirono a fondersi nuovamente in uno solo, e con l'aiuto di Jaina Marefiero raggiunsero il covo di Onyxia nelle Acquemorte, uccidendola.
Senza Onyxia a distrarre il governo di Roccavento, le attività di suo fratello Nefarian vennero ben presto scoperte: il drago nero aveva sottomesso l'Orda Oscura nel Massiccio Roccianera, e aveva sperimentato con le uova di drago creando lo Stormo cromatico. Raggiunto da avventurieri, anche Nefarian venne ucciso.

#### Atal'Hakkar, Zul'Gurub e la caduta di Hakkar
Nota: gli eventi narrati in questa sezione sono descritti nel videogioco World of Warcraft.
patch (1.7) Rise of the Blood God.
In un periodo non ben precisato, secoli dopo la Frattura, gli imperi un tempo fiorenti dei troll, ridotti a dei moncherini, cercavano disperatamente di resistere; il più meridionale, l'impero dei troll Gurubashi, cercò aiuto nei Loa, e alla sua chiamata rispose il dio del sangue Hakkar. Anche se col suo aiuto l'impero rifiorì, egli domandava continui e sempre più numerosi sacrifici di sangue, fino a che la popolazione non diede il via a una guerra civile: Hakkar venne bandito dal piano e i suoi sacerdoti, gli Atal'ai, vennero scacciati nella Palude del Dolore. Lì ripresero ad evocare il loro dio, contrastati dai draghi verdi di Ysera, che inviò sul luogo anche il suo consorte Eranikus; i loro piani vennero infine mandati all'aria da avventurieri infiltratisi nel loro tempio.
Nel frattempo, nella Valle di Rovotorto, senza Hakkar l'impero Gurubashi si era nuovamente sfaldato, quindi i troll ritornarono sui loro passi e cercarono di evocarlo nuovamente, con l'aiuto degli Atal'ai superstiti; il dio del sangue venne così riportato ad Azeroth, e riuscì a sottomettere anche i loa di altre tribù. Nuovamente l'intervento di avventurieri, inviati dai troll Zandalari, ribaltarono la situazione, bandendo Hakkar per la seconda volta.

#### La Seconda Guerra delle Sabbie Mutevoli
Nota: gli eventi narrati in questa sezione sono descritti nel videogioco World of Warcraft.
patch (1.9) The Gates of Ahn' Qiraj.
Circa mille anni dopo la prima Guerra delle Sabbie Mutevoli, i silitidi riuscirono ad evadere da Ahn'Qiraj; ciò mise in allarme l'Orda, l'Alleanza e il Circolo Cenariano, che si riunirono in un unico esercito, la "Forza di Kalimdor", capeggiato da Varok Faucisaure, per fronteggiare il pericolo imminente. Un'elfa della notte, Shiromar, ricostruì lo Scettro delle Sabbie Mutevoli, con il quale aprì il Vallo dello Scarabeo, dando inizio al conflitto, che vide una nuova, rovinosa, sconfitta per i qiraji e persino la morte del loro signore, il Dio Antico C'Thun.

#### Naxxramas e i Mograine
Nota: gli eventi narrati in questa sezione sono descritti nel fumetto World of Warcraft: Ashbringer e nel videogioco World of Warcraft.
patch (1.11) Shadow of the Necropolis.
Dopo che Alexandros Mograine era morto a causa del tradimento di suo figlio Renault, egli era stato resuscitato da Kel'Thuzad, che ne fece il suo più grande cavaliere della morte, armato inoltre della spada Brandicenere, corrotta dal gesto malvagio di Renault. L'altro figlio di Alexandros, Darion, riuscì a penetrare a Naxxramas e a sconfiggere suo padre, portando via la spada: raggiunto suo fratello al Monastero Scarlatto, lo spirito di Alexandros uscì dalla spada uccidendo Renault. Tirion Fordring disse a Darion che solo un atto di amore più grande del tradimento di Renault poteva redimere la spada e suo padre, così, durante una battaglia contro il Flagello alla Cappella della Luce, Darion si uccise con Brandicenere: così facendo sterminò i non morti presenti e purificò l'anima di Alexandros, ma dannò sé stesso, diventando a sua volta un cavaliere della morte.
Kel'Thuzad, unico superstite di tale battaglia, si ritirò di nuovo a Naxxramas, da dove, fra l'altro, aveva cominciato a raccogliere i pezzi del bastone magico Atiesh per ricostruirlo. Da lì il lich inviò altre necropoli ad attaccare le città dell'Orda e dell'Alleanza. Sotto la direzione dell'Alba d'Argento e della Fratellanza della Luce, un gruppo di avventurieri attaccò la necropoli, uccidendo il lich e ponendo fine all'attacco. Il suo filatterio venne consegnato a padre Inigo Montoy, un membro della Fratellanza della Luce, che però tradì riconsegnandolo al Flagello. Kel'Thuzad fu quindi in grado di rinascere e, dopo ciò, fece spostare la necropoli a Dracombra, più vicino alle terre del Re dei Lich.

### The Burning Crusade
Nota: gli eventi narrati in questa sezione sono descritti nel videogioco World of Warcraft: The Burning Crusade.

#### La Guerra nelle Terre Esterne
Nota: gli eventi narrati in questa sezione sono descritti nel videogioco World of Warcraft: The Burning Crusade.

#### Forte Tempesta e il viaggio della Exodar
Nota: patch (2.1) The Black Temple.
Nel frattempo, nelle Terre Esterne, Illidan e le sue forze continuavano a guadagnare potere: il principe Kael'thas Solealto e i suoi elfi del sangue, alleati di Illidan, presero d'assalto una fortezza dei naaru, Forte Tempesta: A'dal, leader dei naaru, aveva previsto il furto e al Forte era rimasto di guardia un solo naaru, M'uru, che Kael'thas catturò e fece inviare a Lunargenta. Nello stesso periodo, un contingente elfico inviato ad assediare Shattrath disertò, schierandosi dalla parte dei difensori e formando la fazione dei Veggenti.
Di lì a poco, Velen stesso guidò un vasto gruppo di draenei contro Forte Tempesta, riuscendo a prendere il controllo di una delle sue strutture satellite, la Exodar, con la quale i draenei abbandonarono le Terre Esterne. A causa di un sabotaggio da parte degli elfi del sangue ancora a bordo, l'astronave finì per schiantarsi proprio ad Azeroth, sull'Isola di Brumazzurra, al largo di Rivafosca. Incontratisi con gli elfi della notte, i draenei furono invitati ad unirsi all'Alleanza, proposta che venne accettata.

#### La nascita dei Cavalieri del Sangue e l'entrata degli elfi del sangue nell'Orda
Contemporaneamente, Kael'thas aveva inviato a Lunargenta un emissario, il Gran Magistro Rommath, assieme al naaru catturato, M'uru. Rommath impartì agli elfi del sangue gli insegnamenti di Kael'thas, mostrando loro come saziare la sete di magia drenando l'energia dai demoni; lo stesso procedimento venne applicato verso M'uru, permettendo agli elfi del sangue di utilizzare il potere della Luce Sacra di cui la creatura era infusa: sotto la guida di Dama Liadrin venne quindi formato l'ordine dei Cavalieri del Sangue, il corrispettivo dei paladini per gli elfi del sangue.
Di lì a poco, Lor'themar Theron, il reggente di Lunargenta, venne contattato da Sylvanas Ventolesto, la regina dei Reietti, che offrì aiuto agli elfi del sangue per estinguere la presenza del Flagello a Quel'Thalas e propose loro di entrare a far parte dell'Orda, poiché l'Alleanza li aveva rifiutati. Grazie all'operato dei Tranquillien, una fazione composta da elfi del sangue e Reietti con base nelle Terre Spettrali, il Flagello e Dar'Khan Drathir, che ne controllava le forze nell'area, vennero quindi distrutti; dopo ciò, l'ammissione degli elfi del sangue nell'Orda venne formalizzata dallo stesso Thrall.

#### La riapertura del Portale Oscuro
Pressoché in contemporanea a questi eventi, Kazzak, un potente demone al servizio di Archimonde durante la Terza Guerra e che da allora si era ritirato nelle Terre Devastate, trovò un artefatto di enorme potere, con il quale riuscì a riaprire il Portale Oscuro: lui fece ritorno nelle Terre Esterne, lasciando in sua vece il Gran Signore Kruul, e innumerevoli demoni cominciarono a varcare il portale, raggiungendo Azeroth. I guerrieri di Guardiafatua, supportati dall'Alba d'Argento e anche dall'Orda e dall'Alleanza, riuscirono a respingere gli invasori, guadagnando terreno anche dall'altra parte del Portale.

#### L'avanzata nelle Terre Esterne e la caduta di Illidan
Nelle Terre Esterne vennero alla luce molti fatti. Innanzitutto, molti eroi dell'Alleanza dati da tempo per dispersi vennero ritrovati sani e salvi, tra cui Danath Cacciatroll, Kurdran Granmartello e Khadgar; quest'ultimo era diventato capo di Shattrath insieme al naaru A'dal. La parte di Orda ancora nelle Terre Esterne aveva poi ritrovato gli ultimi orchi completamente incorrotti, i "Mag'har", i quali si erano uniti ad essa.
Illidan e le sue forze stavano rapidamente guadagnando potere: Vashj aveva ottenuto il controllo pressoché totale sulle Paludi di Zangar, dalle quali stava drenando tutta l'acqua, immagazzinandola nella sua Caverna di Sacrespire: la strega del mare e i suoi servitori vennero uccisi da avventurieri, riportando l'equilibrio a Zangar. Kael'thas, che con le sue forze si era stabilito nella Landa Fatua e ne stava raccogliendo tutta l'energia magica, venne a sua volta, apparentemente, ucciso da avventurieri.
Illidan, da quando si era ritirato nelle Terre Esterne dopo il fallimento a Corona di Ghiaccio, aveva incluso molte altre forze nel suo esercito, preparandosi per la vendetta di Kil'jaeden: oltre ai naga di Vashj e agli elfi del sangue di Kael'thas, aveva schiavizzato molti draenei Corrotti e draghi di alafatua, oltre ad aver preso il controllo dell'Orda Demoniaca, i cui membri aveva trasformato in vilorchi usando il sangue di Magtheridon. I nuovi arrivati sventarono molti dei piani di Illidan; inoltre, Akama era deciso a tradirlo, e dopo aver accuratamente pianificato il tutto, con l'aiuto di alcuni avventurieri e di Maiev Cantombroso attaccò il Tempio Nero, riuscendo nell'impresa di uccidere Illidan.

#### L'attacco di Zul'Aman
Nota: gli eventi narrati in questa sezione sono descritti nel videogioco World of Warcraft: The Burning Crusade.
patch (2.3) The Gods of Zul'Aman.
Ritiratosi a Zul'Aman dopo la Seconda Guerra, Zul'jin aveva fatto uso di magie oscure per ricostruire il suo esercito. Mentre l'Orda e l'Alleanza erano impegnate nelle Terre Esterne, Zul'Aman venne invasa da cercatori di tesori, che riaccesero l'odio del capo troll verso il mondo esterno: Zul'jin dichiarò così guerra ad entrambe le fazioni.
Con l'aiuto del taumaturgo Malacrass, Zul'jin riuscì a schiavizzare gli spiriti dei quattro Loa degli Amani, tuttavia venne ucciso da avventurieri.

#### Il tradimento di Kael'thas e la rinascita del Pozzo Solare
Nota: patch (2.4) Fury of the Sunwell.
Sopravvissuto alla sua sconfitta a Forte Tempesta, Kael'thas, ormai divenuto un "miserabile", riorganizzò le proprie forze e fece ritorno ad Azeroth. Assaltò i quartieri dei Cavalieri del Sangue a Lunargenta, rapendo M'uru e Anveena Teague, e prese il controllo dell'Isola di Quel'Danas, da dove cominciò i preparativi per evocare Kil'jaeden ad Azeroth.
Grazie all'aiuto dell'Offensiva del Sole Infranto, gli elfi del sangue riuscirono a sconvolgere di nuovo i piani di Kael'thas, stavolta uccidendolo per davvero. L'attenzione degli elfi e dei loro alleati si rivolse quindi verso Kil'jaeden, che venne affrontato proprio nella sede del Pozzo Solare; lì Anveena usò tutto il proprio potere contro di lui, sacrificandosi per permetterne la sconfitta.
Dopo questi eventi, il profeta Velen, utilizzando il cuore di M'uru, riattivò il Pozzo Solare con il potere della Luce Sacra, indirizzando gli elfi del sangue verso la fine della loro dipendenza dalla magia.

#### I draghi di alafatua e il risanamento di Malygos
Nota: gli eventi narrati in questa sezione sono descritti nel manga Shadow Wing.
Poco dopo questi eventi, Tyrygosa portò alcuni draghi di alafatua al Nexus, la dimora di Malygos nella Tundra Boreale, nel tentativo di ridargli le energie di cui i vilorchi li avevano privati. L'eccessiva energia magica assorbita però li fece impazzire, facendoli rivoltare contro i draghi blu; Malygos, risvegliandosi proprio in quel momento, nella sua follia scambiò i draghi di alafatua per manifestazioni del potere del Nexus, assorbendoli. La loro essenza permise all'Aspetto della Magia Malygos di riprendersi in parte dalla sua millenaria pazzia.

#### Sintharia e i draghi del crepuscolo
Nota: gli eventi narrati in questa sezione sono descritti nel romanzo di Richard A. Knaak La notte del drago.
Nei recessi di Grim Batol, Sintharia, la consorte di Alamorte, era riuscita a ricomporre l'Anima dei Demoni dai suoi frammenti, ed aveva anche catturato un drago di alafatua sfuggito a Malygos, Zzeraku. Con l'Anima, altri artefatti e l'energia di Zzeraku, Sintharia fece esperimenti su delle uova di drago, creando i primi draghi del crepuscolo. I suoi piani vennero tuttavia sconvolti da Kalecgos, Korialstrasz, Rhonin, Vereesa Ventolesto, Iridi e un manipolo di altri personaggi, che riuscirono a distruggere l'Anima, e ad uccidere poi Sintharia.

##### Med'an e la rinascita del Concilio di Tirisfal
Nota: gli eventi narrati in questa sezione sono descritti nella serie a fumetti World of Warcraft: il fumetto.

## Settima parte: dall'inizio di Wrath of the Lich King fino alla fine di Cataclysm

### Wrath of the Lich King
Nota: gli eventi narrati in questa sezione sono descritti in World of WarCraft: Wrath of the Lich King.

#### Il risveglio del Re dei Lich
Nota: gli eventi narrati in questa sezione sono descritti in World of WarCraft: Wrath of the Lich King.
Dopo tali eventi, un nemico rimasto sopito si risvegliò: il Re dei Lich. Sei anni dopo essere fuso con il Re dei Lich, lo spirito di Arthas aveva ottenuto il dominio completo su tale entità, distruggendo lo spirito di Ner'zhul. Una delle sue prime azioni fu quella di lanciare la piaga della non morte su Kalimdor e i Regni Orientali, e poi spedire il Flagello ad attaccare Orgrimmar e Roccavento. Grazie all'aiuto dei sacerdoti dell'Alba d'Argento la piaga venne tenuta sotto controllo il tempo necessario grazie agli sforzi della vescova Lazaril e del Gran Speziale Putress di trovare una cura; anche le armate non morte vennero respinte dall'Alleanza e dall'Orda, che si prepararono quindi a salpare per Nordania per fare guerra al Re dei Lich. Tutto ciò avveniva secondo i piani di quest'ultimo, che intendeva attirare a lui potenti eroi e metterli al suo servizio.

#### La Battaglia della Cappella della Luce
Nello stesso periodo, il Re dei Lich fece muovere la necropoli di Acherus, dove i nuovi cavalieri della morte venivano addestrati sotto l'occhio vigile di Darion Mograine, nell'Enclave Scarlatta, bastione della Crociata Scarlatta. Sterminata l'Enclave Scarlatta, i cavalieri della morte di Acherus si mossero in forze contro la vicina Cappella della Luce, sede principale dell'Alba d'Argento. Grazie a Tirion Fordring, uscito allo scoperto, e allo spirito di Alexandros Mograine apparso a suo figlio da dentro Brandicenere, le sorti della battaglia volsero in favore dei difensori; a quel punto lo stesso Re dei Lich scese in campo, rivelando che i cavalieri di Darion erano stati mandati in battaglia verso morte certa solo per stanare Tirion. Realizzando questo tradimento, Darion e i suoi cavalieri si schierarono contro il Re dei Lich, Tirion purificò Brandicenere e costrinse il Re dei Lich alla ritirata.
Dopo la battaglia, Tirion Fordring unì ciò che restava della Mano d'Argento all'Alba d'Argento, creando la Crociata Argentea, e Mograine costituì la fazione dei Cavalieri della Spada d'Ebano, giurarando vendetta contro il Re dei Lich; entrambe le forze partirono quindi alla volta di Nordania.

#### La Guerra del Nexus
Nello stesso periodo, la battaglia si avvicinava anche su un altro fronte. L'Aspetto Draconico della magia, Malygos, apparentemente curato della sua follia da Tyrygosa, aveva decretato che era troppo pericoloso consentire ai mortali di utilizzare la magia, e che quindi questa gli andava tolta, in un modo o nell'altro.
Lo stormo blu, quindi, su ordine del suo signore, cominciò a privare i mortali della magia, con lo scopo di tenerla sotto il loro esclusivo controllo; sebbene i motivi di Malygos non fossero del tutto errati, i metodi che stava utilizzando per conseguirli minavano la stabilità del mondo, e andavano fermati. Alexstrasza e gli altri draghi tentarono di trovare un accordo su questo punto, ma Malygos rispose attaccando il Tempio della Lega dei Draghi. Di conseguenza, la Lega dei Draghi fu costretta a scendere in campo contro lo stormo blu, ben presto seguita dal Kirin Tor, che arrivò a spostare l'intera città di Dalaran nella Foresta di Cristallo per agire da più vicino.
Dopo numerosi scontri, in cui persero la vita membri di entrambi gli schieramenti, degli avventurieri, aiutati da Alexstrasza, riuscirono a raggiungere Malygos nel suo Nexus, uccidendolo.

#### Ulduar: Loken, Thorim e la caduta di Yogg-Saron
Nota: patch (3.1) Secrets of Ulduar.
Nelle Cime Tempestose, Brann Barbabronzea scopre la prigione perduta di Ulduar, confermando che la saronite non è altro che il sangue di Yogg-Saron e che il Dio Antico è rinchiuso laggiù. Avventurieri di tutte le fazioni si precipitano laggiù per sconfiggere Yogg-Saron e per aiutare i Terrigeni. Dopo cruenti scontri contro costrutti e creature semimeccaniche corrotte dal dio antico stesso, gli avventurieri uccidono Yogg-Saron con l'aiuto degli osservatori Titani.

#### Le battaglie contro il Re dei Lich

##### Primi scontri
Le forze dell'Orda e dell'Alleanza, nonché di altre fazioni, cominciarono a combattere quelle del Re dei Lich su più fronti; nel Fiordo Echeggiante venne attaccato Forte Utgarde, base principale dei vrykul, portando alla morte del loro re Ymiron; nei Colli Bradi, altri avventurieri smantellarono il Culto dei Lupi, uccidendone i maggiori leader fra i quali un redivivo Arugal.
Diverse battaglie importanti vennero combattute a Dracombra: i nerubiani inviarono degli avventurieri dentro Azjol-Nerub, dove venne sconfitto Anub'arak, e la necropoli di Naxxramas venne assediata, portando alla sconfitta di Kel'Thuzad. Il Re dei Lich attaccò i santuari sacri dei draghi, con l'intento di resuscitare i loro morti al suo servizio, piano che venne bloccato anche in questo caso da avventurieri.

##### La Battaglia di Angrathar, il Cancello dell'Ira
La prima battaglia davvero significativa contro le forze del Re dei Lich a Nordania fu quella che occorse ai piedi di Angrathar, il Cancello dell'Ira, al confine tra Dracombra e Corona di Ghiaccio; l'Alleanza e l'Orda, guidate rispettivamente da Bolvar Domadraghi e da Dranosh Faucisaure, scesero in campo contro il Flagello, alla cui testa si mise il Re dei Lich in persona. Il Re dei Lich arrivò appena ad uccidere Faucisaure che un contingente di Reietti guidato dal Gran Speziale Putress, bombardò il campo di battaglia con una nuova, letale, versione della piaga della non morte, che sterminò tanto i viventi (sia Orda che Alleanza, compreso Domadraghi) quanto i non morti, indebolendo considerevolmente anche il Re dei Lich, che si ritirò nella sua cittadella. La zona venne raggiunta subito dopo da Alexstrasza e dai suoi draghi rossi, che purificarono tutto con il fuoco.

##### La Battaglia per Sepulcra
Al tradimento di Putress alla Battaglia di Angrathar, ne era corrisposto uno identico anche a Sepulcra: il nathrezim Varimathras, che aveva complottato con la Legione fin dalla sua "sottomissione" a Sylvanas, aveva scoperto le sue carte e un'orda di demoni aveva invaso la città; la stessa regina-banshee era riuscita a malapena a sfuggire al massacro. Sepulcra venne quindi assediata sia dalle forze dell'Orda che da quelle dell'Alleanza; le prime, entrando dall'accesso principale guidate da Thrall, Sylvanas e Varok Faucisaure, riuscirono ad uccidere Varimathras, mentre le seconde, guidate da Varian e Jaina, passando dai canali, uccisero Putress. Incontratesi nella sala del trono, le due armate fecero per scontrarsi, cosa che Jaina impedì teletrasportado tutti i membri dell'Alleanza di nuovo a Roccavento. Con questa battaglia, la guerra fredda fra Orda e Alleanza sfociò nella dichiarazione di guerra aperta da parte di Varian.

##### Scontri intermedi
Nei Colli Bradi, degli avventurieri vengono raggirati da Drakuru, un troll schierato con il Flagello, razziando il Forte di Drak'Tharon e distruggendo così le ultime speranze di resistenza dell'impero di Zul'Drak contro i non morti; Drakuru divenne un cavaliere della morte, prendendo il controllo di Zul'Dral, ma venne affrontato dagli stessi avventurieri che aveva ingannato e punito per il suo fallimento con la morte dallo stesso Re dei Lich
A Corona di Ghiaccio, i Cavalieri della Spada d'Ebano riuscirono a conquistare una fortezza del Flagello, la Volta dell'Ombra. Successivamente, le forze del Verdetto Cinereo lanciarono un assalto alla Cattedrale dell'Oscurità, dove Tirion Fordring riuscì a distruggere il cuore di Arthas, infliggendo al Re dei Lich un grave danno.

##### Il Torneo d'Argento
Nota: patch (3.2) Call of the Crusade.
Nel tentativo di unire Orda e Alleanza, Tirion Fordring crea il Torneo d'Argento nel Colosseo del Vendicatore. Lo scopo era di creare truppe addestrate in grado di sconfiggere il Re dei Lich in piccoli gruppi, impedendo il rafforzamento del Flagello. Dopo la sconfitta di un infliltrato del Flagello, Il Cavaliere Nero, il torneo raggiunge il suo scopo creando numerosi eroi forti e valorosi; Il torneo termina con la morte di Anub'arak, dimostrando come gli eroi del Colosseo fossero in grado di sconfiggere il Re dei Lich.

##### La sconfitta del Re dei Lich
Nota: patch (3.3) Fall of the Lich King.
Dopo il torneo, sia l'Orda che l'Alleanza tentarono una spedizione per distruggere il Re dei Lich. Guidati rispettivamente da Sylvanas Ventolesto e da Jaina Marefiero, gli avventurieri riuscirono a raggiungere la camera di Gelidanima, dove lo spirito di Uther li informò che avrebbe sempre dovuto esistere un Re dei Lich, altrimenti il Flagello, privo di controllo, avrebbe devastato il pianeta; furono poi costretti alla fuga dal Re dei Lich stesso.
Venne quindi lanciato un attacco da parte del Verdetto Cinereo, sotto la guida di Tirion Fordring. Giunto al Trono Ghiacciato, gli eroi al suo seguito vennero facilmente uccisi dal Re dei Lich, ma Tirion fu in grado di spezzare Gelidanima con un colpo di Brandicenere, liberando gli spiriti in essa imprigionati: lo spirito di Terenas resuscitò quindi gli avventurieri caduti, che quindi uccisero il Re dei Lich. Tuttavia, come lo spirito di Uther aveva già spiegato, anche Terenas ripeté che era necessario che qualcuno prendesse il posto di suo figlio Arthas: per il compito si fece avanti Bolvar Domadraghi - che dopo la battaglia di Angrathar era stato riportato in vita dal Re dei Lich, che però non era riuscito a piegarlo al suo volere. Tirion incoronò così Bolvar, lasciandolo al suo eterno incarico di tenere il Flagello a freno.

### Cataclysm
Nota: gli eventi narrati in questa sezione sono descritti in World of WarCraft: Cataclysm.

#### La distruzione imminente
Nota: gli eventi narrati in questa sezione sono descritti in World of WarCraft: Cataclysm.
Orda e Alleanza si trovavano in un conflitto dichiarato, nonostante gli scontri fossero limitati grazie a Thrall e Jaina Marefiero, quando in tutto il mondo si registrarono scosse di terremoto di crescente intensità.
Dei cultisti apparirono fuori e dentro le maggiori città, predicando l'arrivo della fine del mondo e la necessità di unirsi al culto. Gli sciamani del Circolo della Terra infiltrano numerosi avventurieri nel culto scoprendo che essi facevano parte del Martello del Crepuscolo. Mentre si cerca di contrastare il culto chiudendo le città e controllando i cittadini in modo da eliminare eventuali cultisti, numerosissimi portali si aprono nelle città ed elementali infuriati ne uscirono fuori con lo scopo di radere al suolo ogni cosa. Aiutati dagli sciamani del Circolo della Terra avventurieri ed eroi delle fazioni sconfissero gli elementali e salvarono le città.

#### Cambio di leadership nell'Orda
Dopo aver scoperto che gli elementi non rispondevano più alle richieste degli sciamani, Thrall decide di partire per Nagrand al fine di parlare con la Grande Madre Geyah. Per non lasciare l'Orda senza un valido capo, Thrall nomina Garrosh Malogrido come Capo temporaneo di tutta l'Orda.
A Valtetra, un pacifico concilio di Druidi, riunitosi per riaprire gli scambi commerciali tra Orchi ed Elfi della notte, interrotti dopo il massacro di un gruppo di elfi nelle stesse foreste, si conclude con la morte di tutti i druidi ad eccezione di Hamuul Totemrunico ad opera di misteriosi Orchi.
Hamuul, ritornato a Picco del Tuono, racconta tutto a Cairne Zoccolo Sanguinario il quale, cieco per la rabbia, sfida al Mak'gora Garrosh, il quale accetta. Maghata Totem Truce avvelena la lama di Garrosh, Urloatroce, e Garrosh ferisce mortalmente Cairne con un colpo di striscio. Inconsapevole di ciò, Garrosh proclama la sua vittoria. Ma il piano di Magatha si è già messo in moto. Con un "attacco lampo" Magatha prende il controllo di Picco del Tuono e uccide tutti i Tauren di rilievo nella città. Baine Zoccolo Sanguinario, che era al villaggio Bloodhoof, ancora ignaro di tutto, viene salvato da Stormsong, sciamano dei Totemtruce. Baine fugge e, dopo aver chiesto aiuto a Jaina Marefiero, raduna numerosi mercenari, simpatizzanti e Tauren che lo aiutano a liberare Picco del Tuono ed esiliare Maghata.

#### La riunificazione dei nani
Magni Barbabronzea, dopo la distruzione di Kharanos a causa dei terremoti, decide di utilizzare un antico incantesimo dei terrigeni per scoprire come risolvere il problema dei terremoti: i nani apprendono quindi le antiche usanze dello sciamanesimo dei terrigeni ma Magni si trasforma in diamante lasciando i nani senza un capo. Dopo l'occupazione dei Ferroscuro, si decide di affidare la gestione del governo a Moira Barbabronzea, Falstad Granmartello e Muradin Barbabronzea.

#### Il Cataclisma
(Drek'Thar)
La situazione diventa piuttosto tesa. L'Orda è divisa e l'Alleanza in preda a forti contrasti interni. Ma qualcosa di molto più pericoloso era in attesa. Neltharion, l'Aspetto della Terra, fuoriesce dalla prigione di Rocciafonda scatenando il Cataclisma su Azeroth. Alamorte è tornato e la geografia stessa del mondo è sconvolta per sempre, gigantesche fratture si aprono ovunque, terre da tempo dimenticate risorgono, isole vengono inghiottite nel mare, dighe crollano e foreste bruciano. Egli provoca inoltre l'eruzione del vulcano dell'isola di Kezan, che costringe i goblin a fuggire dall'isola. Durante la fuga si ritrovano però in un conflitto a fuoco dove navi dell'Alleanza attaccano e distruggono nientemeno che la Furia di Draka, la nave su cui viaggiava Thrall mentre si dirigeva al Gigantesco Vortice. Dopo aver salvato Thrall e sconfitto assieme (non ucciso) il Principe del Commercio Gallywix, i goblin si uniscono all'Orda.

#### Il cartello di Acqualorda e l'Orda
Nota: gli eventi narrati in questa sezione sono descritti in World of WarCraft: Cataclysm.
Guidato dal Principe del Commercio Gallywix, alleato dell'Orda da dopo la sua sconfitta, il Cartello degli Acqualorda era la più importante compagnia commerciale sull'Isola di Kezan. Dal suo quartier generale, il cartello dominava le rotte dei Mari del Sud.

#### Gli worgen e l'assedio di Gilneas
Poco tempo prima del Cataclisma, Gilneas, appena reduce dalla guerra civile, era stata investita da una nuova minaccia. Gli worgen, che Arugal aveva evocato per sconfiggere il Flagello, avevano finito per infestare la Selva Pinargento e l'arcimago, impazzito, si era ritirato nel Forte di Zannascura, dove era stato ucciso da avventurieri: le sue creature, tuttavia, erano riuscite a penetrare a Gilneas, contaminando molti fra la popolazione con la Maledizione degli Worgen, fra cui lo stesso Mantogrigio.
Il Cataclisma avvenne proprio mentre Mantogrigio - tenendo nascosta al popolo la sua condizione di worgen - tentava di contrastare la diffusione della Maledizione a Gilneas; su comando dell'Orda, i Reietti assediarono il regno, e i gilneani si trovarono presi tra due fuochi. Grazie all'aiuto degli elfi della notte e di Darius Crowley venne trovata una cura che permetteva agli worgen di mantenere la propria mente intatta, però la popolazione dovette essere evacuata a Teldrassil, dove gli worgen entrarono a far parte dell'Alleanza. A lottare per riconquistare il regno rimase la resistenza gilneana, capeggiata da Crowley.

#### L'assedio di Hyjal
Hyjal brucia, a causa del ritorno di Ragnaros il Signore del Fuoco, il quale si allea ad Alamorte e Al'Akir, il Signore del Vento, per distruggere il mondo. Neptulon e Therazane, invece, aiutano i mortali a contrastarlo. I naga di Vash'ir escono fuori dalle loro tane e combattono una serie di lunghissime battaglie contro i guerrieri dell'Orda e dell'Alleanza, i quali scoprono a poco a poco il loro mondo perduto.

#### Gli Zandalari scendono in guerra
Nota: patch (4.1) Rise of the Zandalari.
Allarmati dalle terribili perdite subite dai Troll, gli Zandalari viaggiarono in tutto il mondo per riunire i membri della loro razza e riportare alla gloria il loro impero. Gli Zandalari ricostruirono le città perdute di Zul'Gurub e Zul'Aman, dando avvio a sanguinose incursioni nei territori che una volta erano sotto il loro controllo. Il crescente esercito dei Troll, con l'intento di muovere guerra alle altre razze di Azeroth, si scontrò però con il volere di Vol'jin, della Tribù Lanciascura, che impedì il massacro reclutando i migliori campioni di Orda e Alleanza e guidandoli all'assalto delle antiche città.

#### Le Terre del Fuoco
Nota: patch (4.2) Rage of the Firelands.
Ragnaros, dalle Terre del Fuoco, scatena il suo esercito contro i druidi di Hyjal, i quali chiedono aiuto all'Orda ed all'Alleanza per una spedizione all'interno delle Terre del fuoco stesse, per distruggere le truppe ed i luogotenenti di Ragnaros. Dopo il fallito attacco di Lord Ryloth al santuario di Malorne, Con l'aiuto di molti avventurieri, Malfurion Stormrage pianta un particolare albero della vita dentro il reame di Ragnaros, destinato a purificare quella terra devastata. Ora è compito degli avventurieri distruggere Ragnaros ed i suoi generali, con il supporto dei Vendicatori di Hjal.
Questi si avventurano all'interno delle Terre del Fuoco, ed eliminano Beth'ilac, la regina ragno, Shannox, il comandante delle truppe, Ryolith, il signore dei giganti di magma, Alysrazor la Madre degli uccelli di fuoco e Baleroc il guardiano dei cancelli. Si scontrano quindi con Fandral Staghelm, ora Maggiordomo Staghelm, e penetrano nel covo di Ragnaros, dove si scontrano con il signore del fuoco in persona. Dopo uno scontro cruento, Ragnaros viene sconfitto.

#### L'accesso a Uldum e la caduta di Al'Akir
Esploratori come Brann Barbabronzea ed Harrison Jones esplorano il mondo perduto di Uldum, dove le vestigia di una strana razza di leoni dal corpo di cavallo combattono contro dei loro simili corrotti e malvagi.

#### Le Alture del Crepuscolo
Alamorte vola per il mondo, attaccando Roccavento e mettendo a ferro e fuoco mezza città, dopodiché si sposta verso le Alture del Crepuscolo dove si scontra con Alexstrasza, riesce a sconfiggerla e a ferirla gravemente ma viene ricacciato e costretto alla ripresa.

#### Esercito di draghi
Nota: gli eventi narrati in questa sezione sono descritti in World of WarCraft: Cataclysm.
Volendo controllare il mondo, il signore dei draghi neri Alamorte aveva bisogno di un esercito unito, cosa che i draghi neri, dilaniati da lotte intestine, non erano.
La soluzione di Alamorte fu quindi quella di creare un nuovo stormo, sotto il suo totale controllo. Il primo tentativo, portato avanti col supporto dei figli Nefarian e Onyxia, produsse lo stormo cromatico, ma sia i figli di Alamorte che i draghi cromatici vennero uccisi. Sintharia, consorte di Alamorte, conosciuta anche come Sinestra, portò avanti un secondo tentativo, e ricostruì la distrutta Anima dei Demoni per riuscire a controllare le sue creature. Sintharia si appropriò di alcune uova di draghi di alafatua e di un artefatto chiamato Balacgos's Bane, e le infuse con l'essenza del drago di Alafatua Zzeraku. I primi due draghi del crepuscolo vennero affrontati in battaglia vicino a Grim Batol dal drago rosso Korialstrasz, il drago blu Kalecgos e la sacerdotessa draenei Iridi, che li battezzò "draghi del crepuscolo".

#### Il culto del Martello del Crepuscolo e l'approccio con il cataclisma
Nota: gli eventi narrati in questa sezione sono descritti in World of WarCraft: Cataclysm.

Durante il cataclisma sedotti dalla promessa di potere e flagellazione di Alamorte, i cultisti si votarono all'aspetto della Morte con tutta l'anima. Reclamando la vecchia fortezza dei nani di Grim Batol e le zone circostanti delle Alture del Crepuscolo e trasformandole nella sede principale delle loro operazioni. Aiutati dai dragoni del crepuscolo sostennero diverse battaglie come l'invasione del Monte Hyjal, aiutarono i naga contro Neptulon e minarono di continuo i tentativi di ripristinare il Pilastro del Mondo a Rocciafonda. Si scoprì persino che il culto del Martello del Crepuscolo era responsabile di due stragi di massa a Valtetra, volte a dividere dall'interno le deboli trattative di pace tra Orda ed Alleanza. Il loro leader, Cho'gall, trovò la morte al Bastione del Crepuscolo e venne rimpiazzato da un fantomatico Padre del Crepuscolo, l'Arcivescovo Benedictus, quest' ultimo venne a sua volta sconfitto dai Campioni di Azeroth accompagnati da Thrall mentre stava scortando l'Anima del Drago al Tempio della Lega dei Draghi.

#### L'Ora del Crepuscolo e la caduta di Alamorte
Nota: gli eventi narrati in questa sezione sono descritti in World of WarCraft: Cataclysm.
patch (4.3) Hour of Twilight.
Deciso a tutto pur di portare l'Ora del Crepuscolo, ovvero, la fine di ogni cosa su Azeroth; Alamorte e gli eserciti degli Dei Antichi assediarono il Tempio della Lega dei Draghi a Dracombra. Le armate dell'Alleanza e dell'Orda sconfissero i generali degli Dei Antichi. Gli Aspetti compresero che l'unico modo per fermare il Distruttore fosse quello di utilizzare l'Anima del Drago contro di lui. Dopo alcuni scontri riuscirono ad arrivare in cima alla vetta del tempio e mentre sconfiggevano Ultraxion l'ultima creazione di Alamorte, gli Aspetti di Azeroth incanalavano il loro potere nell'Anima del Drago. Al momento giusto Thrall usò l'artefatto contro Alamorte, colpendolo e facendolo fuggire. Thrall e gli ultimi difensori di Azeroth salirono a bordo della cannoniera Fuoco Celeste per inseguirlo e una volta raggiunto, gli eroi saltarono sulla spina dorsale dell'enorme drago, rimuovendo la sua corazza e permettendo a Thrall di colpirlo di nuovamente. Alamorte precipitò nel Maelstrom sembrando sconfitto, ma poco dopo, completamente corrotto dai poteri degli Dei Antichi, si ridestò. Gli Aspetti si unirono al combattimento finale assieme agli eroi, permettendo loro di sopravvivere durante il brutale scontro. Appena prima che Alamorte ferito gravemente e completamente impazzito scagliasse il Cataclisma finale; Alexstrasza, Kalecgos, Ysera e Nozdormu incanalano tutto il loro potere nell'artefatto e con un fascio di energia annientarono definitivamente il possente drago. Avendo adempiuto al loro dovere di proteggere il mondo nella sua ora più oscura, gli Aspetti persero i loro poteri. Alexstrasza preannunciò a Thrall che sarebbe divenuto padre e che era iniziata una nuova era, "L'Era dei Mortali" .

## Ottava parte: dall'inizio di Mists of Pandaria fino alla fine di Warlord of Draenor

### Mists of Pandaria
Nota: gli eventi narrati in questa sezione sono descritti in World of WarCraft: Mists of Pandaria.

#### La distruzione di Theramore
Nota: gli eventi narrati in questa sezione sono descritti in World of WarCraft: Mists of Pandaria.
Dopo la morte di Alamorte il nuovo Capoguerra dell'Orda, Garrosh Malogrido, decise di eliminare velocemente e brutalmente la presenza dell'Alleanza su Kalimdor, a partire da Theramore. Le forze di Garrosh trafugarono l'iride focalizzante, un potentissimo manufatto, il quale venne lanciato sull'ignara città, cancellando brutalmente Theramore dalla faccia di Azeroth. Jaina tuttavia sopravvisse all'esplosione, ma da quel momento cambiò drasticamente: i suoi capelli e i suoi occhi diventarono bianchi, il suo atteggiamento nei confronti degli Orchi e dell'Orda mutò irreversibilmente diventando, da pacifico e comprensivo a freddo, spietato e brutale.

#### L'Isola Errante e lo scisma dei pandaren
In seguito alla sconfitta di Alamorte, il Capoguerra Garrosh Malogrido ha approfittato dell'opportunità per colpire l'Alleanza ed espandere il dominio dell'Orda su Kalimdor. Il suo assalto ha distrutto completamente la città degli Umani di Theramore, causando in tutto il mondo lo scoppio di nuovi episodi di violenza tra le due fazioni. Una sanguinosa battaglia navale ha portato le forze di Orda e Alleanza sulle coste dell'isola di Pandaria, comparsa in mezzo al mare, circondata dalle nebbie e non segnalata sulle mappe. Dopo aver stabilito i propri avamposti su questo continente ricco di risorse, i membri delle due fazioni si sono imbattuti nei nobili Pandaren, una delle popolazioni di Pandaria. Questa antica razza si è unita a Orda e Alleanza nella speranza di sconfiggere gli Sha: diabolici esseri oscuri risvegliatisi dalle profondità di Pandaria a causa del sanguinoso conflitto in corso.

#### L'apertura delle nebbie e lo sbarco a Pandaria
Nota: gli eventi narrati in questa sezione sono descritti in World of WarCraft: Mists of Pandaria.
Per millenni il continente di Pandaria è rimasto nascosto, celato al resto di Azeroth da una coltre di nebbia impenetrabile, ma la nebbia si diradò come un invito inviato dall'isola stessa, proprio mentre le navi da guerra dell'Orda e dell'Alleanza si scontravano al largo delle coste di questo continente perduto.
Le intenzioni di Varian erano di combattere l'Orda e di ritrovare il figlio Anduin, mentre Garrosh era semplicemente spinto dalla sete di Sangue dell'Alleanza, dalla conquista e dal potere.
Entrambe le fazioni approdarono sulle spiagge di Pandaria e si addentrarono nelle foreste, verso i picchi coperti dalle nubi, entrando in contatto con i misteriosi abitanti di questa terra e dando il via a una nuova era di scoperte e conquiste.

#### I mogu e gli Zandalari
Nota: patch (5.2) The Thunder King.
Sullo sfondo della guerra tra Orda e Alleanza sul continente di Pandaria, i Mogu dispersi si sono messi all'opera per tornare alla loro antica, terribile gloria. Hanno rinnovato la loro storica alleanza con i Troll Zandalari, i quali hanno fatto risorgere il tirannico imperatore Lei Shen, il Re del Tuono, con la speranza di ripristinare il dominio dei Mogu sul continente. I valorosi Shandaren si sono precipitati ad affrontare il nemico creando una forza d'assalto, l'Avanzata degli Shandaren, originariamente composta da guerrieri Pandaren e in seguito supportata dagli eroi di Orda e Alleanza. Questi campioni senza paura hanno affrontato il Re del Tuono, lavorando al contempo per gli interessi della propria fazione su Pandaria. Jaina Marefiero ha guidato la Rivalsa del Kirin Tor alla ricerca della fonte di potere dei Mogu (cercando nel frattempo di tenerla nascosta all'Orda), mentre Lor'themar Theron, a capo della Furia dei Predatori del Sole, si è messo in cerca del potente arsenale dei Mogu per portare a termine il suo piano: insorgere contro il Capoguerra Garrosh Malogrido.

#### La Purga di Dalaran e la Campana Divina
Un nuovo, sanguinoso capitolo del conflitto tra Orda e Alleanza si è aperto a Pandaria. Mentre le armate delle due fazioni si scontrano sulle spiagge del nuovo continente, il Capoguerra Garrosh Malogrido ha inviato truppe scelte in cerca della Campana Divina, un manufatto dei Mogu capace di infondere nei suoi soldati un potere inimmaginabile. L'operato di Garrosh, ardito e avventato, ha avuto conseguenze terribili per l'Orda, inclusa l'esplosione di violenza contro i Troll Lanciascura e l'espulsione degli Elfi del Sangue dalla città dei Maghi, Dalaran, un tempo neutrale. Benché Garrosh sia riuscito a impadronirsi della Campana, il Principe Anduin Wrynn e gli agenti segreti dell'IR:7 hanno seguito da vicino le sue mosse. Sul picco più alto del Massiccio del Kun-Lai, il coraggioso principe ha rovinato i piani di Garrosh, distruggendo il leggendario manufatto dei Mogu.

#### La rivoluzione dei Lanciascura
La brama di potere di Garrosh Malogrido lo ha portato a sfregiare Pandaria, scavando nella sacra Vallata dell'Eterna Primavera in cerca di un sinistro manufatto, una decisione che ha messo l'Orda in cattiva luce agli occhi degli Shandaren e di altri importanti Pandaren. Nel frattempo a Orgrimmar, la capitale dell'Orda, il Capo Tribù Vol'jin e i Troll Lanciascura sono stati dichiarati traditori e perseguitati dai Kor'kron, la guardia personale di Malogrido. La gente di Vol'jin si è ritirata a Durotar e nelle Savane per raccogliere i rifornimenti e i rinforzi necessari a scatenare una controffensiva, affidandosi all'aiuto dell'ex Capoguerra Thrall e a un fragile patto con l'Alleanza: anche quest'ultima infatti vorrebbe porre fine al governo di Garrosh, anche se per motivazioni diverse da quelle dell'Orda.

#### L'assedio di Orgrimmar
Nota: gli eventi narrati in questa sezione sono descritti in World of WarCraft: Cataclysm
Nota: patch (5.4) Siege of Orgrimmar.
Le tensioni alimentate dall'arroganza di Garrosh Malogrido raggiunsero il culmine con la devastazione inflitta alla Vallata dell'Eterna Primavera. I capi dell'Alleanza e dell'Orda presero d'assedio la capitale di Malogrido con l'intento di far capitolare lo spietato Capoguerra una volta per tutte. Gli eroi affrontano durissime battaglie per sconfiggere la corruzione liberata da Garrosh e per permettere alle armate delle due fazioni di penetrare ad Orgrimmar. Sconfissero uno ad uno i suoi luogotenenti e giunsero infine dal figlio di Grommash.
Malogrido scatenò infine il potere del Dio Antico Y'shaarj corrompendo totalmente il suo corpo. Grazie all'innata forza e al coraggio dei Campioni il folle capoguerra venne infine sconfitto e deposto.
Garrosh fu trasportato in catene a Pandaria per essere giudicato dalle maggiori autorità congiunte dell'Alleanza, dell'Orda e dei Pandaren. Nel frattempo Irathion, adirato per l'esito dell'assedio, rivelò quali erano le sue vere intenzioni: la distruzione dell'Orda per mano dell'Alleanza; furioso per il fallimento, abbandonò la scena rivendicando le sue intenzioni, continuare i preparativi per fronteggiare l'imminente ritorno della legione infuocata.

### Warlord of Draenor
Nota: gli eventi narrati in questa sezione sono descritti in World of WarCraft: Warlord of Draenor,
e nella serie Animata; I Signori della Guerra di Blizzard Entertainment.

#### L'Orda di Ferro
Nota: gli eventi narrati in questa sezione sono descritti in World of WarCraft: Warlord of Draenor.
Garrosh Malogrido, sfuggito alla giustizia con l'aiuto di Zaela e del Drago di Bronzo Kairozdormu, si ritrovò su Draenor in un universo temporale alternativo passato, ancor'prima che l'Orda arrivasse su Azeroth scatenando la prima guerra e che gli orchi bevessero il sangue del demone Mannoroth per la prima volta.
Assetato di vendetta, Garrosh fornì a suo padre Grommash Malogrido le informazioni e la tecnologia necessaria per creare un esercito di orchi adatto ai suoi scopi; l'inarrestabile forza chiamata Orda di Ferro.
Grommash dopo aver rifiutato il sangue di Mannoroth offerto da Gul'dan e aver ucciso Mannoroth stesso, cambiando così il futuro di Draenor, riunì rapidamente tutti i clan degli orchi sotto il suo vessillo ricoprendo il ruolo di "Capoguerra dell'Orda di Ferro" e rinominò i capi dei clan, "Signori della Guerra dell'Orda di Ferro". Tra loro lo spietato Kargath Manotagliente, lo scaltro Manonera, l'anziano Sciamano Ner'zhul e l'impavido Kilrogg Occhiotetro.
L'Orda di Ferro si impadronì quindi dei luoghi strategici di Draenor, sottomettendo gli ogre di Altomaglio e costruendo imponenti fortificazioni, come la Fonderia dei Roccianera, allo scopo di equipaggiare gli eserciti.
Con Draenor ai suoi piedi l'Orda di Ferro invase Azeroth attraverso il Portale Oscuro, mettendo a ferro e fuoco il Forte di Guardiafatua e prendendo il controllo della Rocca dei Maglioinfame.
L'Arcimago Khadgar riunì tutti i Campioni di Azeroth guidandoli attraverso il portale, riuscirono così a respingere l'attacco dell'Orda di Ferro e a bloccare gli attacchi su Azeroth distruggendo il Portale Oscuro di Draenor.

#### I racconti di Maarad
Nota: gli eventi narrati in questa sezione sono descritti nella serie Animata; I Signori della Guerra di Blizzard Entertainment.
A Roccavento, ad Azeroth, il valoroso paladino draeneo Maarad con l'intento di convincere Varian Wrynn a partecipare alle battaglie contro l'Orda di Ferro su Draenor, gli raccontò del suo passato su quelle terre secoli prima, delle barbarie che i draenei dovettero subire da parte degli orchi indemoniati guidati dai loro spietati Capiclan e di quanto potesse essere forte ogni singolo capo. I racconti di Maarad alla fine riescono a persuadere il re.

#### L'Orda su Draenor
Nota: gli eventi narrati in questa sezione sono descritti in World of WarCraft: Warlord of Draenor.
Su Draenor l'Orda di Azeroth, dopo esser fuggita dalle grinfie dell'Orda di Ferro nella Giungla di Tanan sfruttando delle imbarcazioni di emergenza, si stabilizzò nella Landa di Fuocogelo dove si alleò presto al saggio clan orchesco dei Lupi Bianchi. In un secondo momento, arrivati nelle foreste di Gorgrond, si aggiunse anche il clan Teschi Ridenti, un altro clan orchesco.
Thrall, senza mai rivelare la sua vera identità, incontrò suo padre Durotan il Capoclan dei Lupi Bianchi, sua madre Draka, una versione giovane del suo vecchio insegnante di sciamanesimo Drek'thar e Ga'nar fratello di Durotan. Quest'ultimo tuttavia morì poco dopo nella Landa di Fuocogelo a causa di una frana causata da Drek'thar nel mezzo a due montagne. Ga'nar decise di sacrificarsi trattenendo un grosso attacco da parte dell'Orda di ferro trattenendolo con se sotto la frana al fine di salvare i Lupi Bianchi, Thrall e i Campioni dell'Orda.
Nella Landa di Fuocogelo i figli di Garad, Durotan e Ga'nar, assieme a Thrall e agli eroi dell`Orda, sconfissero Fenris Cuordilupo Signore della Guerra del Clan Spaccatuono, nonché loro fratello maggiore.

#### L'Alleanza su Draenor
Nota: gli eventi narrati in questa sezione sono descritti in World of WarCraft: Warlord of Draenor.
Le forze dell'Alleanza invece si stabilizzarono a Torvaluna e si allearono ai draenei di Draenor i quali erano guidati dal saggio Profeta Velen. Tra questi vi erano
la paladina Yrel sua discepola, il Vendicatore Nobundo primo sciamano e Akama ancora prete non corrotto. Infatti su Draenor i draenei avevano ancora possesso di tutti i loro avamposti, compreso il tempio di Karabor che divenne la base dell’Alleanza.
Maraad morì durante l'attacco alle navi del porto di Shattrath nello scontro con Manonera, il Capoclan dei Roccianera.
Ner'zhul, Capoclan dei Torvaluna, recuperò la Stella Oscura, un potente artefatto con il quale avrebbe potuto controllare i morti.  La moglie Rulkan ed altri membri del clan, che disapprovavano le sue azioni, lasciarono il gruppo formando il clan Lunapallida, alleandosi ai draenei e alle forze di Azeroth.
Appena Ner'zhul imparò a controllare l'artefatto scatenò tutto il suo potere evocando la Stella Oscura su Draenor la quale avrebbe provocato danni gravissimi a tutto il pianeta. Tuttavia Velen, subito dopo aver passato il suo marchio a Yrel, si sacrificò per purificarla e trasformarla nella sua vera forma originale: il Naaru K'ara.

#### La Campagna su Draenor
Nota: gli eventi narrati in questa sezione sono descritti in World of WarCraft: Warlord of Draenor.
Sotto l'occhio vigile di Cordana Vilcanto, Khadgar studiava ogni mossa dello stregone Gul'dan alleato di Cho'gall e Garona, pericolosissimi nemici che agivano nell'ombra e contemporaneamente architettava la costruzione di un potente anello magico da donare agli eroi di Azeroth.
Su Draenor gli eroi ritrovarono anche Rexxar, si aiutarono tra loro in diverse occasioni, a Torvaluna e Gorgrond.
Garrosh fu ucciso a Nagrand in un Mak'gora (duello orechesco) da Thrall.
I Campioni di Azeroth in seguito ad una sfiancante campagna, sconfissero ad Altomaglio l'Imperatore ogre Mar'gok e Cho'gall il quale per brama di potere, aveva recentemente tradito Gul'dan, inoltre sconfissero la maggior parte dei signori della guerra dell'Orda di Ferro, tra questi Ner'zhul, Kargath e Manonera questo nella sua Fonderia dei Roccianera in un secondo momento.
Infine, i Campioni con l'aiuto di Khadgar liberarono Garona Mezzorco dalla schiavitù mentale indotta da Gul'dan attraverso stregonerie e sortilegi, facendone una nuova fedele alleata.

#### I nemici secondari su Draenor del passato
Nota: gli eventi narrati in questa sezione sono descritti in World of WarCraft: Warlord of Draenor.
Oltre alle nuove pericolose creature trovate su Draenor del passato, come i lupi Garn, il gigante Tarlna, il gigante Drov, la semidea Rukhmar e altre ancora, gli eroi di Azeroth dovettero affrontare anche vecchi nemici secondari già sconfitti in passato nelle Terre Esterne, i più noti: Gruul e il Signore della Rovina Kazzak.

#### La Cittadella del Fuoco Infernale
Nota: gli eventi narrati in questa sezione sono descritti in World of WarCraft: Warlord of Draenor.
patch (6.3) Fury of Hellfire.
L'offensiva di Khadgar inflisse un duro colpo all'Orda di Ferro. Il fallimento di Grommash nel portare i suoi guerrieri alla vittoria promessa diffuse un forte dissenso tra i ranghi, permettendo allo Stregone Gul'dan di prendere la guida dell'Orda di Ferro.
Gul'dan offrì nuovamente il sangue del demone Mannoroth ai capi clan rimasti: Killrog avendo già visto la sua orgogliosa morte bevve trasformandosi in un vilorco, Grommash rifiutò di nuovo e fu messo in catene.
Rifugiato nella Cittadella del Fuoco Infernale, Gul'dan creò un portale e iniziò ad evocare la Legione Infuocata guidata da Archimonde, ma gli eroi di Azeroth, giunsero velocemente alla Cittadella Infuocata nella giungla di Tanan, uccisero vari nemici compreso Killrog, liberarono Grommash e sconfissero Archimonde che aveva appena varcato il malvagio portale aperto da Gul'dan.
Archimonde appena prima di morire scaraventò Gul'dan attraverso il portale misterioso.
Mentre tutti gioivano per la liberazione di Draenor, Khadgar preannunciò che non era finita e che tutta l'avventura vissuta era soltanto l'inizio.

## Nona parte: dall'inizio di Legion alla fine di Battle for Azeroth

### Legion
Nota: gli eventi narrati in questa sezione sono descritti in World of Warcraft: Legion,
nella serie di racconti; "La tomba di Sargeras" e nella serie animata; "Araldi"  pubblicati da Blizzard Entertainment.

#### Il ritorno della Legione Infuocata su Azeroth
Nota: gli eventi narrati in questa sezione sono descritti in World of Warcraft: Legion.

Dopo la sconfitta di Archimonde alla Cittadella del Fuoco Infernale nel Draenor alternativo, il Gul’dan di quella linea temporale fu inviato nell’Azeroth del “presente” da Kil’jaeden per aprire la strada alla Legione Infuocata. Guidato dalla voce dell’Ingannatore, Gul’dan trovò la via per le Isole Disperse, anche se fu presto affrontato dall’Arcimago Khadgar che aveva seguito le sue tracce da Draenor. La missione di Gul’dan era quella di riaprire il portale all’interno della Tomba di Sargeras che Elisande ed i suoi Nobili Oscuri avevano chiuso durante la Guerra degli Antichi usando i Pilastri della Creazione, e consentire così alla Legione Infuocata di entrare su Azeroth. Dopo un acceso duello tra lo stregone e l’arcimago con quest’ultimo aiutato da Maiev Shadowsong (nel quale Khadgar rivelò che il Gul’dan “originale” era morto propro lì), l’orco riuscì a spezzare i sigilli magici che bloccavano la fonte di energia sepolta sotto la Tomba. Gul’dan assorbì tutto e con quel potere si sbarazzò di Khadgar e Maiev facendo crollare il tetto sulle loro teste. Mentre i due difensori di Azeroth erano impegnati a tirarsi fuori dalle macerie, lo stregone, dopo un momento di esitazione, riversò tutta l’energia che aveva guadagnato nel portale magico davanti a sé. Ebbe così inizio la Terza Invasione della Legione Infuocata.
Dopo essere state avvertite del ritorno della Legione dallo stesso Khadgar, l’Alleanza, l’Orda, la Crociata d’Argento e altre fazioni allestirono un rapido e massiccio contrattacco per dirigersi verso la Tomba di Sargeras sulla Riva Dispersa e tentare di chiudere il portale. Appena prima della battaglia, l’intelligence dell’IR: 7 scoprì che l’intenzione di Gul’dan e dei demoni era proprio quella di attirare lì i difensori di Azeroth, in quella che sarebbe stata una vera e propria trappola tesa dalla Legione Infuocata. Tuttavia, le spie furono attaccate dal nathrezim Detheroc, che poi impersonò il leader dell’IR:7 Mathias Shaw e guidò i difensori di Azeroth dritti nella trappola. Dopo molte perdite e la distruzione della maggior parte della flotta azerothiana, una forza considerevole riuscì comunque a sbarcare nelle Isole Disperse e respingere la Legione al portale principale. All’ultimo momento, tuttavia, quasi tutti i demoni più potenti della Legione Infuocata fecero il loro ritorno e sopraffecero gli eserciti di Azeroth. Le forze dell’Orda furono attaccate e costrette a ritirarsi al largo delle Isole, e senza il supporto della fazione rossa, anche l’Alleanza fu costretta a ritirarsi davanti della potenza dei demoni.
Quella delle Isole Disperse fu una vera e propria catastrofe per i difensori di Azeroth. Lo scontro provocò la morte di un considerevole numero di truppe, ma soprattutto di diversi leader carismatici. L’Orda perse il suo Warchief con la morte di Vol’jin a causa delle ferite riportate, ed anche l’Alleanza subì la grave perdita del suo Alto Re con l’eroico sacrificio di Varian Wrynn. Ma non solo, anche il simbolo della lotta contro il Re dei Lich, Tirion Fordring, perse la vita durante i combattimenti. Fu una vera e propria ecatombe, che vide poi Sylvanas Windrunner divenire nuovo Warchief dell’Orda ed Anduin Wrynn succedere al padre sul trono di Stormwind.  Durante i funerali dei defunti leader dell’Alleanza e dell’Orda, una nuova forza, gli Illidari, seguaci ed allievi di Illidan Stormrage, scoprirono inoltre un complotto ordito dai demoni dalle sembianze di uomini delle due fazioni per tendere un’imboscata ai leader riuniti durante quel momento di lutto. Gli Illidari smascherarono questi demoni assassini ed aiutarono l’Alleanza e l’Orda a sventare l’imboscata. Per il loro servizio, le due fazioni accolsero gli Illidari come alleati nella nuova, terribile, guerra contro la Legione Infuocata.

#### Battaglia sulle Rive Disperse
Nota: gli eventi narrati in questa sezione sono descritti in World of Warcraft: Legion.

#### Il risveglio di Illidan e degli illidari
Nota: gli eventi narrati in questa sezione sono descritti in World of Warcraft: Legion.

#### Le Isole Disperse
Nota: gli eventi narrati in questa sezione sono descritti in World of Warcraft: Legion.

#### Dama Sylvanas Ventolesto e Genn Mantogrigio
Nota: gli eventi narrati in questa sezione sono descritti in World of Warcraft: Legion.

#### L'incubo di Smeraldo
Nota: gli eventi narrati in questa sezione sono descritti in World of Warcraft: Legion.

#### Ritorno a Kharazan
Nota: gli eventi narrati in questa sezione sono descritti in World of Warcraft: Legion.
patch (7.1) Return to Karazhan.

### Battle for Azeroth
Nota:gli eventi narrati in questa sezione sono descritti in World of Warcraft: Battle for Azeroth 